# コサキンDEワァオ!
『コサキンDEワァオ!』（コサキンでワァオ!、Kosakin DE Wow）シリーズは、1981年10月から2009年3月までTBSラジオでレギュラー放送されたラジオバラエティ番組。特別番組時代を経て、2023年4月7日からはポッドキャスト番組として配信されている。パーソナリティはコサキン（関根勤・小堺一機）。
同局をキー局にJRN系各局でも放送されていた。
『コサキンDEワァオ!』は1994年10月から使用された番組タイトルだが（後述）、当記事ではそれ以前にTBSラジオにて小堺と関根（コサキン）がパーソナリティを務めた同じ趣旨の番組についても記述する。

## 番組変遷
放送時間はTBSラジオでのもの。元々は生放送であったが、1990年代以降は録音放送が増えだし、2000年代には撮って出し方式による録音が基本となった。末期は公式サイト上で、火曜がハガキ・電子メールの締切である旨を告知していた。
夜はともだち コサラビ絶好調!
1981年10月 - 1982年9月30日、木曜21時40 - 23時55分→1982年4月から21時10分 - 23時50分、全51回
後に関連書籍で取り上げられる際、『夜はともだち 絶好調!』と表記される。
るんるんナイト コサラビワオ!
1982年10月7日 - 1983年10月6日、木曜21時 - 23時40分、全53回
後に関連書籍で取り上げられる際、『るんるんナイト ワオ!』と表記される。
この時期まではコサラビ名義での出演だった。
NISSANミッドナイトステーション ザ・欽グルス電リク60分
1983年10月7日 - 1984年4月6日、土曜（金曜深夜）0時 - 1時、全27回
NISSANミッドナイトステーション ザ・欽グルスショー
1984年4月14日 - 1985年10月3日、火 - 日曜（月 - 土曜深夜）0時 - 1時、全78回
1985年4月6日放送分まで土曜日、4月11日放送分から最終回まで木曜日を担当。
コサキンワールド なんでもねぇんだよゲベロッチョ
1985年10月7日 - 1986年4月4日、月 - 金曜23時10分 - 23時25分、『所ジョージの進め!おもしろバホバホ隊』内、全125回
コサキンシリーズでは唯一の箱番組。スケジュールの都合上、週5日分を貯め録りした録音放送だったが、第1回のみ生放送で行われ、所との掛け合いを見せた。実際のタイトルコールは上記のとおりで、その後、関連書籍（コサキン本）等で活字にされる際は『コサキンワールド』の表記が多く用いられている。鶴間は『バホバホ隊』の構成を担当していた。
スーパーギャング -コサキン無理矢理100%-
1986年4月9日 - 1991年10月2日、木曜（水曜深夜）1時 - 3時、1991年7月3日から木曜（水曜深夜）1時 - 2時、全285回
初の全国ネットに昇格。番組タイトルの由来は、『大橋照子のラジオはアメリカン』が斉藤洋美へ交代が決まり、番組名変更が検討された際に没案のひとつであった『ラジアメ100%』からフレーズを流用した、と斉藤がゲスト出演した際に鶴間自身が述べており、この頃から番組タイトルに鶴間の意向が強く絡むようになる。『コサキンのスーパーギャング』と表記される場合がある。
コサキン増刊号
1989年4月15日 - 1991年10月5日、日曜（土曜深夜）0時 - 1時、全130回
「1週2番組」の構成となる。『増刊号』だけに、"本編"の『無理矢理100%』とは異なった構成で「意味ねぇワールド」を展開。コサキンソングのベスト5投票やセミレギュラー佐野量子のトークコーナー等があった。また、番組終了まで続けられた「意味ねぇコント」は『増刊号』からのものである。『無理矢理100%』は基本生放送で、『増刊号』は録音だった。初期の番組スポンサーは、青年漫画雑誌『ヤングチャンピオン』（秋田書店）だった。
コサキンシリーズの通算放送回数には、『増刊号』での放送回数もカウントされた。同番組も開始半年後の10月15日放送分より全国ネット。本編と比べて、多くのネット局が存在していた一方、本編ネット局の一部では放送されなかった。
コサキン快傑アドレナリン
1991年10月12日 - 1994年10月8日、日曜（土曜深夜）0時 - 1時30分 1992年4月11日から0時 - 2時、全157回
『スーパーギャング』の降板を受けて、「1週1番組」制に戻る。
コサキンDEワァオ!
1994年10月15日 - 1995年4月1日、土曜18時 - 19時、全23回
大相撲開催時、15分間の実況ダイジェスト番組『まった無し!大相撲』が放送されるため、18時45分までの短縮放送。
従来、深夜放送であったが、当時のプロデューサーがコサキンを編成に組み込むのを忘れ、夕方の時間帯に移動。関東ローカルの放送となり、聴取率は低迷。シリーズ終了を危惧された「暗黒時代」とされるが、「ワァオ!」のタイトルは現在まで約30年使われている。
恋する電リクBINGO BONGO フライデースペシャル コサキンDEワァオ!
1995年4月14日 - 1995年10月6日、金曜21時 - 22時55分、全25回
大相撲開催時、『まった無し!大相撲』放送により、21時15分からの放送。
帯番組『恋する電リク～』はリクエスト主体の番組だったが、おおよそ従来通りの番組内容だった。しかし、プロ野球シーズンのため開始時間が遅れることも多く、9月1日は放送休止となった。
木曜UP'S コサキンDEワァオ!
1995年10月12日 - 1997年4月3日、金曜（木曜深夜）1時 - 3時、全78回
『コサキンのUP'S』とも表記。深夜枠、全国ネットへ1年振りに復帰。
水曜UP'S コサキンDEワァオ!
1997年4月9日 - 2000年3月29日、木曜（水曜深夜）1時30分 - 3時、1997年10月8日から木曜（水曜深夜）1時 - 3時、全156回
先述同様、『コサキンのUP'S』とも表記。この頃までは生放送を行っていた。
コサキンDEワァオ!
2000年4月5日 - 2002年3月27日、木曜（水曜深夜）1時 - 3時、全104回
『UP'S』と同じ時間帯ではあるが、この時期は各曜日が単独番組の扱いで上記タイトルで放送していた。
水曜Junk コサキンDEワァオ!
2002年4月3日 - 2004年9月22日、木曜（水曜深夜）1時 - 3時、全130回
放送枠『Junk』スタートに伴い、上記タイトルに。
コサキンDEワァオ!
2004年10月2日 - 2009年3月28日、日曜（土曜深夜）0時 - 1時、全233回
土曜24時台に移動。
令和に復活! コサキンDEワァオ!
特別番組時代。詳細は後述。
コサキン ポッドキャストDEワァオ!
2023年4月7日 -  金曜日18時配信開始、原則30分間
ラジオからポッドキャストに媒体を移行した上でレギュラー復活。
2023年10月から一時期、一部放送局で30分枠に収まるように再編集した地上波版が放送されていた。

## 概要
他のラジオバラエティの例に漏れず、リスナーからのはがき（ないしは電子メール）とパーソナリティのフリートーク中心で構成されるが、「意味ねぇ〜」のキャッチフレーズに代表される独特の世界観を作り上げてきた（後述）。
1981年10月8日に放送開始の長寿番組だが、当初は当時月〜金の帯番組『夜はともだち』を担当予定だった松宮一彦（TBSアナウンサー(当時)）が、木曜日に生放送のテレビ番組のレギュラー（『ザ・ベストテン』の中継リポーター「追っかけマン」）が入ったことによるピンチヒッターとしてのスタートだった。そのため、初期の番組表には松宮の名前だけがそのまま入っていた。翌1982年1月に、正式にレギュラー昇格した（以後、放送年月日の記述はすべてTBSラジオでの放送日）。
開始当時のタイトルは、小堺の苗字と関根の当時の芸名「ラビット関根」からつけたコンビ名「コサラビ（Kosarabi）」を冠し、『夜はともだち コサラビ絶好調!』となった。
放送時間と番組名はたびたび変わっている（前述）。タイトルに「コサキン」を冠するようになったのは、1985年10月7日開始の『コサキンワールドなんでもねぇんだよゲベロッチョ』。シリーズ終了まで使われた『コサキンDEワァオ!』の名前を冠するようになったのは1994年10月15日放送分から。『ワァオ!』の由来は、西郷輝彦の楽曲「真夏のあらし」の歌詞にある「この恋は「ワァオ!」」からきている。（なお、間の「DE」は、「パンチDEデート」というテレビ番組名が由来。）
元々は生放送だったが、二人のスケジュールが多忙になったことから、シリーズ後半は事前に収録したもの（原則として撮って出し形式）を放送していた。
2002年7月から2003年3月まではスカイパーフェクTV!2（現在のスカパー!e2）のC-TBSウェルカムチャンネルでも、スタジオ風景の映像を含めて放送されており、番組のダイジェスト版が毎週インターネット配信されていた。
1996年8月22日放送分で放送1000回、2006年4月1日放送分で放送1500回、2006年10月6日放送分で放送開始から25周年を迎えた。
2009年2月7日放送分で、同年3月いっぱいで終了することを発表。
3月22日に赤坂サカスで記念の公開イベントが開催された。最終回で放送するイベントの録音も兼ねており、番組とゆかりのある「ずん」や水木一郎、冠二郎、イワイガワなどゲストが出演した他、終了後は来場者がコサキンの2人といつも番組製作に携わっていた鶴間政行、有川周一らとハイタッチをする「ふれあいイベント」で幕を閉じた。抽選による事前申し込みのリスナー100名を含め、1500人以上が詰め掛ける盛況で二人によるアンコール後もファンは一向に帰らず、鶴間が「コサキン以外に人生の楽しみを見つけて下さい」と挨拶、ようやく幕を閉じた。最終回（通算1655回）は翌週3月28日土曜日（TBSラジオ）放送分となった。
レギュラー番組終了後は、当番組と同じテイストのテレビ番組が放送され（後述）、2020年1月3日に特別番組『令和に復活♡ぼくたち『コサキンDEワァオ！』です、ワァオ!』として約11年ぶりにラジオでのコサキンが復活した。2023年4月7日からは、ポッドキャストでの配信としてレギュラー番組が再開した。同時に年1～2回程度、TBSラジオ地上波での特別番組の放送、ならびに公開イベントも開催されている。

## 出演者

### パーソナリティ
詳細は個人の記事を参照のこと。ここでは当番組特有のキャラクター付けについて補足する。
小堺一機
番組での愛称は「ムックン」。番組当初、曲をかける際に小堺がダジャレを交えた無理矢理な曲名紹介をしていたことから、「無理矢理くん」を経て「ムックン」になった。この愛称は、構成作家の有川周一がリスナー時代に投稿して採用されたものである。小堺の名前に因んだニックネームでもなく、当番組以外で使われる事もないため、新参リスナーから「なぜムックンなのですか?」という質問の葉書が年に数回のペースで送られ、その度に小堺が由来を説明していた。
番組内では主に、「服やDVDをすぐ買ってしまう」「同じDVDを必ず二度買ってしまう」「女性にモテる」「ベテランなのにかわいい」「金持ちの一流芸能人」というキャラクター（すべて実話に基づいている）である。
番組の進行役であり、リスナーからの投稿を読むのは主に彼が担当している(ライルの遠吠えは関根)。だが、漢字、特にプロ野球選手の名前に関しては、自身が興味がないこともあり、読み間違いが多い。過去に「たかぎとようちやしゅ（高木豊内野手）」、「のしげ（野茂英雄）」などと誤読、関根に笑われたり、リスナーにネタにされたりした。リスナーからの投稿がツボに入ると、笑いすぎて読めなくなることもあった。
勝手な妄想・毒舌トークに走る関根へのツッコミ役でもあるが、時折関根と一緒になって暴走する場合もあった。
関根勤
番組での愛称は「ラビー」。由来は旧芸名のラビット関根（1983年10月6日放送分までこの名義で出演）。芸名をラビット関根から関根勤に改称した際、本人が、「沢田研二がジュリーと呼ばれているように、僕もニックネームとしてラビーを残したい」と発言した事に由来する。番組内では主に、「愛犬家」「ゴルフクラブをすぐに買ってしまう」「女人評論家(または女人鑑定世界第2位)」「女性にモテない」「妻や娘に話を聞いてもらえない」「恋愛はすべて受身」「人の名前を思い出せない」など、実話に基づいたキャラクターかつ「裏関根」を全開にした妄想・おバカトークを繰り広げており、リスナーの投稿や出演者(主に小堺や有川)に対して茶々を入れる役も担っていた。
最終回では「他でウケなくても、この番組が糧になっていた。この番組がなかったら、芸能界を引退して似顔絵描きをしていたかもしれない」という趣旨のコメントを残している。

### 構成作家
鶴間政行、有川周一、舘川範雄、楠野一郎
鶴間は番組開始当初からの構成作家で、番組構成のほか、コサキンのトークの相槌を打ったり、コサキンおよびリスナーがトークやネタで暴走した場合に流れを元に戻したりする「影の進行役」も担っていた。
有川・舘川・楠野は番組常連リスナー（ハガキ職人）を経て、スタッフ入りしている。ヘビーリスナーと呼ばれる古くからのリスナーは、構成作家陣（特に有川・舘川・楠野）を彼らの頭文字から「アタック隊」と称していた。
本来、芸能人がメインとなるラジオ番組では構成作家がスタジオに同席することはあっても、あくまで裏方であり、放送中に喋ることすら珍しいが、コサキンのラジオ番組では構成作家たちも本業とは別に、ほとんど番組のレギュラー『出演者』と化していた。オープニングでは小堺、関根に続いて自己紹介するほか、放送中にリアクションをとったり、コサキンの2人に振られてしゃべったりしていた。有川個人やアタック隊をメインにしたコーナー、企画も存在していた。

## ネット局

### 「コサキン ポッドキャストDEワァオ!」配信・放送局
| 配信・放送局 | 放送時間         | 放送期間など                            |
| ------------ | ---------------- | --------------------------------------- |
| TBSラジオ    | 金曜 18:00更新   | 制作局 各種ポッドキャストサービスで配信 |
| 北日本放送   | 水曜 21:30-22:00 | 2023年10月11日放送開始、2024年3月終了   |
| 青森放送     | 金曜 21:00-21:30 | 2023年10月13日放送開始、2024年3月終了   |

### 「コサキンDEワァオ!」番組終了時のネット局
| 放送局     | 放送時間         | 放送期間など |
| ---------- | ---------------- | --- |
| TBSラジオ  | 土曜 24:00-25:00 | 制作局 |
| 北海道放送 | 日曜 25:00-26:00 | 1995年10月から終了まで（『UP's』から『JUNK』時代より引き続き） 『スーパーギャング』1986年4月から1991年9月 『増刊号』1989年秋から1991年秋、『快傑アドレナリン』全期間 |
| 山形放送   | 日曜 21:00-22:00 | 2004年秋から2005年秋、2007年秋から2008年春 2008年秋から終了まで |
| 信越放送   | 土曜 21:00-22:00 | 2007年秋から最終月（ナイターオフシーズン（概ね10月-3月）限定） （最終回は放送されなかった）                                                                          |
| 山梨放送   | 月曜 20:00-21:00 | 2007年春から終了まで 『増刊号』1990年春から1991年秋 『快傑アドレナリン』1991年秋から1993年春、1993年秋から1994年秋                                                   |
| 静岡放送   | 水曜 21:00-22:00 | 2005年春から終了まで（放送時間は度々変えられていた） |
| 北陸放送   | 日曜 23:00-24:00 | 2005年秋から2006年春、2006年秋から終了まで |
| 北日本放送 | 日曜 22:00-23:00 | 2004年春から終了まで 『増刊号』1989年秋から1991年秋 『快傑アドレナリン』全期間）                                                                                     |
| 福井放送   | 月曜 20:00-21:00 | 2007年春から終了まで |
| 和歌山放送 | 日曜 22:30-23:30 | 2007年秋から最終月（最終回は放送されなかった） |
| 山陽放送   | 火曜 23:00-24:00 | 1995年10月から1997年9月（『UP's』時代）、2007年春から終了まで 『増刊号』1989年秋から1990年春 『スーパーギャング』1986年春から1991年秋、『快傑アドレナリン』全期間    |
| 南海放送   | 月曜 21:00-22:00 | 2008年秋から2009年春 『増刊号』1989年秋から1990年春 |
| 高知放送   | 日曜 23:00-24:00 | 2007年秋から終了まで 『増刊号』1990年春から1991年秋 『快傑アドレナリン』1993年春から1994年秋                                                                         |
| 長崎放送   | 土曜 20:00-21:00 | 2006年秋から終了まで（ナイターオフシーズン限定） 『増刊号』1989年秋から1991年秋                                                                                      |
| 琉球放送   | 土曜 25:00-26:00 | 1995年10月から2004年9月（『UP's』から『JUNK』時代）、2005年春から終了まで 『スーパーギャング』1986年4月から1987年4月、1989年10月から1991年9月                        |

### 過去のネット局
| 放送局                     | 放送期間など |
| -------------------------- | --- |
| C-TBS ウェルカムチャンネル | 『JUNK』時代の2002年7月（開局時）から2003年3月（土曜 21:00-23:00 他、週5回の再放送あり）                                                                 |
| 青森放送                   | 『増刊号』1989年秋から1990年春頃 |
| 秋田放送                   | 『増刊号』1989年秋から1991年秋頃、『快傑アドレナリン』全期間                                                                                             |
| ラジオ福島                 | 『増刊号』1989年秋から1990年頃、『快傑アドレナリン』1994年春から秋                                                                                       |
| 中部日本放送               | 2004年秋から2005年秋、『増刊号』1989年10月から1990年3月、同年10月から1991年3月                                                                           |
| 朝日放送                   | 『スーパーギャング』1989年10月11日から1991年9月25日 |
| 中国放送                   | 2005年春から2006年春 |
| 山口放送                   | 『快傑アドレナリン』1993年秋から1994年秋 |
| 四国放送                   | 『増刊号』の一時期のみ |
| RKB毎日放送                | 1995年10月から2004年9月（『UP's』から『JUNK』時代） 『スーパーギャング』1986年4月から1991年秋 『増刊号』1989年秋から1991年秋、『快傑アドレナリン』全期間 |
| 熊本放送                   | 『増刊号』の一時期のみ |
| 宮崎放送                   | 『増刊号』の一時期のみ |

参考資料
- 三才ブックス『ラジオパラダイス』・『ラジオ新番組速報版』・『ラジオ番組表』

## ネタの傾向〜意味ねぇ、くだらねぇ〜
『コサキンDEワァオ!』の番組テーマとも言えるキーワードは「意味ねぇ、くだらねぇ」。文字通り、ネタそのものの常識から逸脱した意味のなさ、くだらなさをもって笑いの基本としている。
代表的な「意味ねぇ」ネタとして、コサキンを含む有名人に対して「意味ねぇキャラクター付け」をしたものが挙げられるが、ネタの対象となる人物が起こした出来事を勝手な解釈で誇張したもの、もしくは当人のイメージとは正反対のキャラクターをでっちあげたものばかりで、ほとんどが"言いがかり"である。しかし、カツラ疑惑の人物を指す「小熊ちゃん」といった、一部には深い意味を想像させるネタもあった。
特に大物時代劇俳優（里見浩太朗、加藤剛、高橋英樹、平幹二朗、北大路欣也、伊吹吾郎、あおい輝彦、西郷輝彦、滝田栄など）や水野晴郎らを女性アイドルのように扱うネタや、宇津井健を題材にしたネタは、番組初期から最末期まで定番の投稿ネタとして扱われ続けた。
コサキンによるフリートークや投稿に対するコメントも、「中学二年生男子の放課後の雑談」と例えられるようなくだらなさや、テレビでは見せない「裏小堺・裏関根」と言うべき毒舌、そして欽ちゃんファミリーとしては稀な下ネタが混ざった内容となっていた。下ネタは直接的な名称・表現は避け、「意味ねぇ」比喩表現や番組独自の言い回しに置き換えることが多かった。
このような「意味ねぇ、くだらねぇ」ネタを扱う番組になったきっかけは、小堺と関根が『夜はともだち』の木曜日担当として番組を始めて間もない頃、ラジオ番組に不慣れな二人が迷走し、投稿ハガキも数枚程度しか届かなかったことにある。所属事務所の専務取締役（当時）である川岸咨鴻に強く叱責され、二人は番組を続けることがつらくなってしまった。そこで関根が小堺に「僕らは新人なので、自分から番組を辞めたいとは言えない。だから番組をクビになるようなことをしよう。一生懸命やったけどクビになりました、と言おう」と提案すると、小堺も同意した。そして後述のコサキンソングやくだらないネタ・トークを積極的に取り入れたところ、評判や投稿数が上向きになり、有数の長寿番組へと育つことになった。小堺と関根は番組の開始当初について、初代ディレクターの杉浦利重が「とりあえず好きにやらせよう」と二人を叱ることなく見守ってくれたことや、番組2年目からディレクターを務めた門脇覚が、初めは一般リスナーも取り入れる内容にするよう進言したものの、次第に「もっと『意味ねぇ』を攻めましょう」とコサキンを牽引する存在になってくれたことに感謝を示している。
番組の最後は、出演者・スタッフ全員で「パッホーン!」と叫ぶのが恒例となっていた。これは『欽ちゃんのどこまでやるの!?』でコサキンが「クロ子とグレ子」として演じていた時のギャグを流用したものである。このほかにも、当番組以外では通じない「意味ねぇ」用語・絶叫が多数存在していた。

## 主なコーナー
『コサキン ポッドキャストDEワァオ！』では以下のコーナーのうち、「ラビーの絶叫」（2024年5月より）「コサキン情報局」「おはがき列島」の3コーナーで構成されており、さらに「情報局」はコサキンの2人のフリートーク（「おしゃべり情報局」に相当）とリスナーからのハガキ・メールの紹介（「おはがき情報局」に相当）で構成されるが、フリートークの盛り上がり具合に応じてそれのみに終始する場合もあるほか、その延長線上として全編ロケで収録する回や、スタジオにあるガチャガチャ機を回して出てきたカプセルトイを元にトークする「コサキンガチャトーク」が放送される回もある。また、2023年9月配信分までは過去の放送音源を公開するコーナー「コサキンアーカイブ」もあった。

### 「コサキンDEワァオ!」終了時の主なコーナー
『欽グルス』以降は、「コサキンのフリートーク→情報局→リスナー参加型企画→CD大作戦、コント劇場等→おハガキ列島」の構成から大きく変更することなく進行していた。
投稿コーナーでは、面白かった作品にはコサキンや鶴間が「あげましょう」とコメントし、投稿者にTBSラジオの記念品や番組グッズなどが贈られた。2002年8月7日放送分からは、番組で採用された全ての作品の中から最も面白かったものに「MVA(Most Valuable あげましょう)」が授与され、受賞者にはコサキンのお宝グッズが贈られた。
ライルの遠吠え
オープニングコーナー。関根が絶叫しながらリスナーのネタを読む。定番は「会話」や「人違い」など。「ライル」は関根が当時飼っていた愛犬の名前で、由来は以前の飼い主だった「飯尾」の直訳「ライステイル」を縮めたもの。
コサキンおしゃべり情報局
コサキンの二人が主にその週に起こった出来事を報告する。時には舞台やイベント関係の告知も行う。回によっては、コーナータイトルを行った後に「情けに報いる局（つぼね）」と説明する。
コサキンおはがき情報局
リスナーから寄せられたハガキやメールを紹介する。小堺・関根が出演したイベントや番組の感想（という体での妄想による文章がほとんどで、イベント開催前に送られてくることすらあった）、写真ネタ(「意味ねぇ写真」、そっくりさんの写真)を取り扱うことが多い。
『欽グルス』時代から2005年10月までは、"おはがき"の部分が無い「コサキン情報局」のタイトルだった。ゲストを招いた回では、このコーナーがゲストトークに充てられ、リスナーがゲストに関する細かな情報を投稿し、真偽を確かめることが恒例となっていた。
コサキンコント劇場（2004年10月以降は毎月第1週）
有川・舘川（かつては楠野も含む）の台本によるコントをコサキンらが演じる。過去に傑作コントの台本をまとめた本が4冊、同じくCDが7作発行された。
UP'S後期からJUNK以前までは、有川・舘川による寸劇、有川の週刊誌グラビア批評を行ってからコントが始まっていた。
意味ねぇCD大作戦
『欽ちゃんのドンといってみよう!』のコーナーだった「レコード大作戦」と同内容。レコードやCDの音声を本来とは違うシチュエーションで、会話やフレーズに組み込む。
歌い方から歌手の人物像まで考慮されたネタが多く、このコーナーでコサキンを含む数多くの有名人にキャラクター付けが施された。
元々は『無理矢理100%』時代、おハガキ列島のお題として扱われていたが、好評だったことからレギュラーコーナーに昇格した。木曜UP'Sから水曜JUNKまでの間は、「初心者向けの前半戦」「上級者向けのマニアックな後半戦」の二部制に分けられていた。
小堺が投稿者名を読んだ後、関根が名前を短縮して読む「洗礼」を行う。この洗礼はCD大作戦のみで行われるが、他のコーナーでも「洗礼希望」と書かれている場合は、同じように名前を短縮して読む。
2000年3月15日放送分から水曜JUNKまでの間、有川が自身の近況を報告し、タイトルコールを行うのが一連の流れだった。
2017年4月18日放送『星野源のオールナイトニッポン』にコサキンがゲストで登場。特別企画として「意味ねぇCD大作戦」が行われ、ジングルも『恋する電リク～』からJUNK時代までのものが使用された。
著作権の都合上ネットでの配信では扱えないコーナーであり、「コサキン40周年DEワァオ!」では会場限定のコーナーとなりオンライン配信では番組アーカイブ映像の配信に差し替え、『ポッドキャストDEワァオ！』でも媒体の関係からコーナーを行う事ができないと明言されている。
月刊浅井ニュース（2008年4月から、不定期）
浅井企画期待の若手を紹介するコーナー。紹介役はヘビーリスナーには「ニセ社長」として知られる、浅井企画専務の川岸咨鴻が務めた。
おハガキ列島
番組の最後に放送される、週ごとに定めたテーマに沿ったネタを紹介するコーナー。定番は「ベスト3」、「キャスティング（配役）」、「キャッチフレーズ」、「絶対ある、絶対ない」など。いわゆる三段オチの場合が多い。リスナーからも「意味ねぇ結婚式」「意味ねぇ新番組」といったテーマを募り採用していた。テーマにもよるが、コーナーの終盤になると長文のネタが読まれる傾向があった。
これを頼んだらこれが出てきました
一人がこれを買ってきてと言ったら一人がこれが出てきました。というコーナー。例えばインド料理店で「朝丘雪路」くださいと言ったら、ナンが出てきた等。かつての「人まちがい」コーナーの「店員と客の会話」ネタを踏襲している。
コサキンWho's Who?（不定期）
意外な人物（例えばスポーツ選手や女優など）が歌った曲をその人名を伏せて放送し、誰が歌っていたのかの解答をリスナーから募集する。
コサキンSS大賞（不定期）
SSとは「サウンドステッカー」の略で、コマーシャルの前後に流れる番組タイトルをかぶせた短い音楽のこと。放送局によってはジングル、アタックなどとも称される。このSSに乗せる意味ねぇ会話や絶叫をリスナーから募集し、優秀作品は番組内で使用される。
コサキンバカ発言（上半期、下半期）
その年のリスナーが印象に残った、普通いい年した大人がしゃべらないようなコサキンのバカ発言（関根の発言の方が多い）を番組に送ってもらうというコーナー。もともとはあるヘビーリスナーが、自発的に自らがばっかでぇ〜と思うようなコサキンの発言（いわゆるバカ発言）の数々をセレクトし、それを封書にまとめて年に数回番組に送っていたのが始まりでコーナー化された。
このうち、情報局、おハガキ列島は『欽グルス』時代から、CD大作戦、コント劇場は『無理矢理100%』『増刊号』時代から続いたコーナー。また、Who's Who?は『快傑アドレナリン』時代にも存在していた。SS大賞も10年以上続いた企画である。

### 終了時以前の長期にわたったコーナー
コサキンNEWS WEEKLY→コサキン's EYE!→コサキン's レポート
番組冒頭のフリートークのコーナー。二人の近況や興味あることなど約20分語り合う。「コサキンおしゃべり情報局」とほぼ同内容。
意味ねぇベスト3→意味ねぇしりとり→コサキン用語辞典→コサキン人名辞典→コサキン新語辞典→コサキンことわざ辞典
リスナーからのネタ投稿コーナー。各企画ごとに形式はあるが、基本的に内容は何でもあり。しりとり以降は、毎週決められた頭文字から始まるネタを募集した。途中から辞典となっているが結局ベスト3ネタなどが寄せられていた。過去のコサキン本のほとんどは、これらのコーナーで採用されたネタで構成されている。
ラビーの絶叫コーナー
『欽グルス』時代から放送された、関根が進行役として投稿ハガキを読む唯一のコーナー。おハガキ列島の一部として、テーマ投稿の前にネタが紹介された。最初は「絶叫ベスト5」として「アメリカザリガニよ、英語をしゃべれー!」といった意味ねぇ一言ネタを関根が絶叫していた。『無理矢理100%』以降は意味ねぇ会話ネタが主流となり、「人まちがい」「タクシーの運転手と客の会話」「店員と客の会話」などのシリーズが生まれた。『無理矢理100%』時代に終了するが、その後もおハガキ列島のテーマとして意味ねぇ会話が登場したり、「ライルの遠吠え」として企画が復活したりするなど、定番ネタのひとつとなっていた。
リスナーの電話参加企画
番組開始当初から電話によるリスナー参加型企画があり、様々なコーナーが放送された。リスナーが物まねを披露する企画とクイズ企画がほとんどで、初期には関根の演じる物まねを当てる「物まねクイズ・似てね〜!」という企画もあった。特に「意味ねーイントロ＆曲当て（替え歌）クイズ」は、後述する関根が歌う意味ねぇ替え歌が多数登場し、人気を博した。後期は、最近の放送内容から出題する「クイズコサキン知ってれホン」 が長年放送されたが、2004年9月の同コーナー終了をもって電話参加企画も終了した。
浅井企画所属の若手芸人が出演したコーナー
『快傑アドレナリン』時代に、当時ピン芸人だったウド鈴木がレギュラーコーナーを担当し、その後キャイ〜ン、La.おかきがメインを務めるコーナーがそれぞれあった。それ以降は週替わりで若手芸人（あさりど、エネルギー、イワイガワ、しゅく造め）がネタを披露する「コサキンヤング部」「コサキンヤング部24（ツー・フォー）劇場」が番組末期まで放送された。最末期には、前述の「月刊浅井ニュース」が不定期で放送された。『無理矢理100%』時代には「ルー大柴のパックインミュージック」「ラッキィ池田の2時2時ダンス」といったコーナーもあったほか、当時浅井企画社員の五社勇や川岸咨鴻らがレギュラー出演したコーナーまであった。
コサキン本タイトルコーナー
コサキン本発売のたびにタイトル案を募集するのだが、実際に発売された以降も「次回発行時のために」とタイトル案を募集し続けるコーナーに変化。当時すでにコサキンを離れていた構成作家の楠野一郎をネタにした作品が多く、代表的なものには「LF一郎」「お台場一郎」「反町クスノ」「クスノ・ボンバイエ」「レオナルド・ディカ・クスノ」などがある。しかし、結局当初の目的であった本のタイトルについては「ポヨヨーン」「モレッ」等シンプルなタイトルに決定し、リスナーからのネタが採用されることは一度も無かった。とはいえ秀作も多かったことから、後にこの時のネタ作品だけを収録した「コサキン本タイトル集 クスノ」が発売されることになった。
鮪川鯛一（まぐろがわたいいち）のGoGo遊園地ツアー
鮪川鯛一とは、番組の構成を担当する有川周一がサザエさんに出演したらこういう役名になるだろう、というリスナーのネタから生まれたキャラクター（魚偏をつけると有は鮪、周は鯛になる。命名は1990年4月11日放送分にて）。有川を遊園地に連れて行き、ジェットコースター等の絶叫マシンに乗せ、その怖がる様を鑑賞する企画が生まれ、以後、恒例となった。レイティング週間によく行われ、有川への罰ゲームとして行われたこともあった。「ちっとも楽しくない〜!」「ジャ〜ジャ〜ジャ〜ジャ〜!」「ウチ帰るよぉ〜!」「男! 結構、男!」等、数多くの名言が生まれた。この企画での音声を下町兄弟がリミックスしたものがCD『有川君の絶叫』として1995年9月21日に発売された（オリコン最高位83位）。さらには映像を収録したDVDの発売や、有川の絶叫が携帯の着信音にもなるなどの拡がりを見せていた。
遊園地ツアーが行われる経緯として、小堺が『いただきます』の放送を鹿児島で行うため、コサキンの収録も鹿児島から行うことになった。しかし、放送当日の天候が悪く、当日に移動した関根と有川が乗った飛行機が羽田空港へ引き返した。その際、飛行機が揺れ、有川の異様な怖がりが発覚。その日は鹿児島と東京からの二元放送を行う旨を告知する関根と、怖がっている有川の様子（その際、関根は有川に向かって「うるさいよ」と言っている）を録音したテープを放送したところ、リスナーに大受けした。その影響もあり、CD大作戦では有川の絶叫する模様がネタとして多用された。
最後のGoGo遊園地ツアーは、2006年9月30日の放送で漫画家の秋本治から「富士急ハイランドの『ええじゃないか』に乗って欲しい」と提案されたもので、有川が「富士急ハイランド行くぞ! 必ず行くぞ! 楽しみにしててね! 絶対裏切らないよ!」と番組内で約束した。2007年4月7日・4月14日の2週に渡って「GoGo遊園地ツアーin富士急ハイランド」が行われたが、秋本との約束であった肝心の「ええじゃないか」搭乗は、天候急変（みぞれ）のため延期となり、（結果的に）再挑戦を果たせぬまま番組そのものが終了する格好となってしまった。

## テーマ曲

### オープニング

#### スーパーギャング -コサキン無理矢理100%-
- The Manhattan Transfer「Four Brothers」

#### コサキン増刊号
- Herb Alpert「Tijuana Taxi」

#### コサキン快傑アドレナリン
- The Pogues「Gridlock」
- THE SKA FLAMES「Samurai」[注 40]

OPは「Gridlock」の中間部分と「Samurai」の冒頭を繋ぎ合わせた音源を使用していた。

#### コサキンDEワァオ!(土曜18時台)
- Gloria Estefan「Go Away」（エンディングも同曲）

#### UP'S コサキンDEワァオ!
- Hans Dulfer「Grand Slam」

#### 水曜JUNK コサキンDEワァオ!
- 勝手にしやがれ「ジャザビリー・ジャック」[注 41]

#### コサキンDEワァオ!(土曜24時台)
- PE'Z「BIG EAR 〜手痛い洗礼そしてVへ〜」[注 42]

### エンディング
- 小堺一機「With」
1986年8月21日にフォーライフ・レコードから発売された。1986年の『コサキン無理矢理100%』開始以降、23年間[注 43]にわたって使用された。番組の「意味ねぇ」精神と対照的な歌ではあるものの、後述のおハガキ列島のテーマ曲とともに、コサキンを象徴する曲といえる。コサキン終了後は『小堺一機と渡辺美里のスーパーオフショット』（ニッポン放送）のエンディングテーマに使用されていた。
『ポッドキャストDEワァオ!』においても、地上波放送版ではエンディングテーマとして本曲が使用されていた。
1990年5月21日に小堺のCD『With』でセルフカバーされたが、長らくオリジナルはEP盤しか存在せず、2024年10月25日にオリジナル発売から38年越しに復刻配信された[9]。

### 各コーナー使用曲
- KOINONIA「More Than A Feelin'」(「おハガキ列島」前半BGM)[10]
- 益田幹夫「Skippin' High」(「おハガキ列島」後半BGM)[10]
1984年に『ザ・欽グルスショー』でおハガキ列島のスタート以来、同コーナーのテーマ曲として一度も変更されることなく、25年に渡って使用され続けた。番組内では、「More Than A Feelin'」と「Skippin' High」の2曲を1曲に繋いだ音源が使用されていた。
- Ola & The Janglers「Let's Dance」(「ラッキィ池田の2時2時ダンス[注 34]」BGM)
- 水谷豊「故郷（ふるさと）フィーリング」(コサキンコント劇場「俺の愛妻物語[注 44]」のテーマ曲。元ネタは水谷主演のドラマ『オレの愛妻物語』主題歌)
- 森田公一とトップギャラン「人間はひとりの方がいい」(コサキンコント劇場「新・俺の愛妻物語」のテーマ曲)
- ジェリー藤尾「夫婦」(コサキンコント劇場「2001年・俺の愛妻物語」のテーマ曲)
- 渡辺貞夫「カリフォルニア・シャワー」(コサキンコント劇場「ユニーク関根のユニークモーニング」のテーマ曲)
- Tom Jones「It's Not Unusual（邦題：よくあることさ）」(「クイズコサキン知ってれホン」のテーマ曲)
- J・ガールズ「イエロー・ワールド」(「門脇覚のヒゲ占い[注 45]」のテーマ曲)

## 番組で使用された音源
大別すると、既存曲をネタにした「コサキンソング」、番組独自の「ラビーの替え歌」、ゲストの発言を使った「TP」に分けられる。

### コサキンソング
コミックソング、「あまり聞かれない何だか妙な歌」、「意味不明な歌」、「おかしな歌」、「有名人の意外な歌」、ヒット曲であっても聴き方によって珍妙に聞こえる歌などを「コサキンソング」として紹介している。意味ねぇCD大作戦では、これら「コサキンソング」が使用されることが多い。2004年にブレイクした松平健の『マツケンサンバII』や1987年にブレイクした吉永小百合の『奈良の春日野』なども、ブレイクする以前から紹介していた。『伊集院光 日曜日の秘密基地』（TBSラジオ）の「おバ歌謡」や『伊集院光とらじおと』（TBSラジオ）の「あれなレコード あレコード」、『赤坂泰彦のミリオンナイツ』（JFN系）の「うさんくさいポップス」や『山下達郎のサンデー・ソングブック』（JFN系）の「珍盤・奇盤特集」など、コサキンソングと同様のコンセプトを持つコーナーが多数存在する。これらの企画で紹介された楽曲の中には、「コサキンソング」で紹介された曲も多い。

#### オンエア楽曲
- 香山リカ、いづみ、わたる「リカちゃんトリオ」
元祖コサキンソング。リカちゃんのボーイフレンドがまだ「わたる」君だった頃の歌。『欽グルス』時代は、テレホンサービスの「リカちゃん電話」のセリフをコサキン風に変える投稿コーナーのテーマ曲だった。途中から「さぁ今度はあなたの番よ」というセリフでカラオケも挿入されている。まだハガキ職人だった有川周一が、番組でこの曲を執拗に紹介し続け、やっとの事で紹介してもらえたという逸話がある。
2020年1月3日放送の特別番組『令和に復活♡ぼくたち『コサキンDEワァオ!』です、ワァオ!』でも流された。
- 香山リカ「リカちゃんのタンゴ」
番組初期のコサキンソング。子供ならではのヒステリックな歌唱法が話題となった。
- 香山リカ「リカちゃん音頭」
「あんまん、肉まん、サラリーマン」など、リカちゃんとは無関係の単語を適当に並べた歌詞が話題となった。この曲を歌っている香山リカは「リカちゃんトリオ」「リカちゃんのタンゴ」を歌ってる香山リカとは別人。
- 高田浩吉「大江戸出世小唄」
番組初期のコサキンソング。高田の歌手デビュー曲（1935年発売）であり、コサキンソングとしては最古の音源である。異様に上ずった声の歌唱が話題を呼んだ。
- バーブ佐竹「青いゴムゾーリ」
番組初期のコサキンソング。シングル「星が云ったよ」のB面曲。1987年3月15日にA面に変更されたシングルが再発された。この歌の替え歌だけで1コーナーあったほどの人気だった。歌詞にちなんで、由比ヶ浜（神奈川県鎌倉市）で、青いゴムゾーリを海岸に向かって投げるイベントも行われた。「青い〜」の部分をあおい輝彦として、CD大作戦で多用されていた。バーブ佐竹自らが「シナトラオ」というペンネームで作曲しており、番組では当初、歌手名をシナトラオとして紹介し、その正体をリスナーに探らせる“シナトラオクイズ”も行われた。
- 小林旭「アキラのホイホイ節」
番組初期のコサキンソング。小林の楽曲では他に「宇宙旅行の渡り鳥」「自動車ショー歌」などもコサキンソングの仲間入りしている。
- 舟木一夫「夏子の季節」（作詞・丘灯至夫、作曲・船村徹）
最後の「夏子 夏子 すばらしい〜〜〜〜〜」の長いブレスに「歌い終わるまでにカール・ルイスが100m走り終わる」といわれていた。
舟木の歌では「只今授業中」「渚のお嬢さん」「太陽にヤァ!」等、多くの楽曲がコサキンソングとして取り上げられた。
- 萩本欽一「山に登れば」（作詞/作曲：萩本欽一）
コサキンの師匠筋である「大将」が歌った曲。素朴な歌い口と「山に登れば水虫踏んだ」からの全般にわたってシュールな歌詞が印象的だった。
- 坂上二郎「学校の先生」（作詞・山上路夫）
その「大将」の相方である「二郎さん」の大ヒット曲。CD大作戦では「二郎さん、付き人剛州を語る」として、曲のセリフ部分が使われ、剛州は「（芸能界を辞めて）今では運送会社に勤めている」ということにさせられた。
- 吉永小百合「奈良の春日野」
後に明石家さんまがこの曲を取り上げたことで話題を呼ぶ。多方面で知られた後は、コサキン内でこの曲がかかることは少なくなった。
- 吉永小百合とロイヤル・ナイツ「うどんの唄」
映画『うず潮』の挿入歌。シングル「瀬戸のうず潮」のB面曲。メインの歌唱はロイヤル・ナイツの担当で、吉永は間奏部分で台詞を語っていた。
- こまどり姉妹「涙のラーメン」（作詞/作曲・遠藤実）
上記の「うどんの唄」と対比されるかの如く放送されていた。
- 万里れい子「太陽がほしい」
冒頭の「欲しい、欲しいぃ～」という魂を搾り出すようなボーカルや、最後の「ソルカリエンテェ～」という歌詞が注目され、CD大作戦でも多用された。ソルカリエンテ（sol caliente）はスペイン語で「灼熱の太陽」を意味する。
- トーマス・オマリー「六甲おろし」
大阪のラジオ局のラジオ中継番組のミニコーナーで誕生したアルバム『オマリーのダイナミック・イングリッシュ』収録曲。片言の日本語にも味があるが、音程の著しい外れ具合とそれを意に介さない生き生きとした歌唱が特に話題となった。
2024年1月8日放送の特別番組『コサキンDEワァオ!』でも、前年に阪神タイガースが日本一になったため、リスナーからのリクエストとして流された。
- 王貞治・本間千代子「白いボール」
王の実直な（抑揚のない）歌唱に注目が集まり、番組内で「グラウンドの棒読み」というキャッチフレーズがつけられた。
- ジャンボ鶴田「ローリング・ドリーマー」
鶴田の入場テーマ曲の本人歌唱バージョン。鶴田の実直な（抑揚のない）歌唱に注目が集まり、番組内で「リングの棒読み」というキャッチフレーズがつけられた。
- 近藤正臣「雪が降る」
シングル「明日は今日より暖かい」のB面曲。歌唱よりも、近藤が彼独特の情感を込めた語り（「寒い…凍えてしまう…」など）の箇所が注目され、リスナーの心をわしづかみにした。
2021年1月3日放送の特別番組『令和に復活!コサキンDEワァオ!です、40周年です!ワァオ』でも流された。
- 野際陽子「非情のライセンス」
ドラマ『キイハンター』主題歌。
元夫の千葉真一が歌ったバージョンも放送された。
- クレオとパトラ「タバコの煙りはきらい」
絶世の美女として知られる古代エジプト最後のファラオ・クレオパトラ7世の名を歌手名に冠した女装の男性デュオ。ヒッピー運動とムード歌謡と中性的な妖しさを融合した怪作。
- 布施明「ときめき」（主に2番）、「愛は不死鳥」
特に「ときめき」において、ラストの布施が魂を搾り切るような熱唱が、コサキンの二人から「最近はこんな風に熱唱する歌手っていなくなっちゃったよね」と評価されていた。後に『星野源のオールナイトニッポン』にコサキンがゲスト出演した際の関根の証言によれば、関根がこの曲について布施本人に訊いたところ、布施は「あの頃はねぇ、誰にも負けたくなくて必死に歌ってねぇ…バカみたいだよねぇ」と語ったという。
- 杉良太郎「君は人のために死ねるか」
杉主演の刑事ドラマ『大捜査線』の主題歌。杉本人の作詞であり、コサキンでは歌詞の一部から「ポリスマン」と呼ばれていた。現代向けの曲でありながら、杉が歌う時代劇の主題歌同様にべらんめえ口調のビブラートを効かせた演歌調で歌っている。杉の曲では「すきま風」「幸せホテル」「男よ」「マイ・ウェイ」 も放送された。
- 細川俊之・中村晃子「パローレ・パローレ（あまい囁き）」
メインである中村晃子の歌唱にはほとんど触れられず、細川の「もっとよく見せて…」「本当の気持ちさ…」「僕はまだおしまいまで読んではいないんだよ…」といった甘い声で囁く台詞ばかりが注目され、CD大作戦でも長年にわたり使用され続けていた。
- シャルル・アズナヴール「イザベル」
曲中盤での、ハイテンションでほとんどあえぎ声のような「イザベル!」の連呼部分が多くのネタに使われた。
- 美川憲一「スカーレット・ドリーマー」（作詞・小谷夏、作曲・都倉俊一）
ロック調のビートと和風テイストが織り交ざった、美川らしからぬ一曲。曲最後の「玉姫様のように〜」という歌詞と「あ゛ぁ〜」というため息が主に使われる。コサキンソングの投票コーナーである「コサキンベスト5」でランクインした際は、サビと最後の部分しか放送されなかった。
- ピーター「人間狩り」（作詞・なかにし礼、作曲・馬飼野康二）
「傷だらけのローラ」を彷彿とさせるリズムアレンジ、ピーターのドスの利いたボーカル、アバンギャルドな歌詞の三つが違和感なく入り混じった珍曲。小堺がピーターに会った際にこれを歌ったところ、ピーターからは「よく覚えてるわねそんな曲!?」と言われた。
- 中井貴一「君はトロピカル」「リタ・デジャネイロ」（2曲とも作詞・安井かずみ、作曲・加藤和彦）
「君はトロピカル」はシングル「二人だけのラブ・コール」のB面曲だが、サビの最後に繰り返される「わっはぁ〜ん、あっはぁ〜ん」という絶叫とも擬音ともいえない気だるい歌詞が、リスナーに衝撃を与えた。「リタ・デジャネイロ」アルバム「プライベートシアター」の収録曲で、曲中のブレイク部分での「リィ〜タァ!」という脱力したシャウトが使用されていたが、ネタに使用される回数は「わっはぁ〜ん」の方が圧倒的に多かった。中井のファンである大石恵がゲストに来た時にこの2曲を聴かせたところ、「いや〜、イメージが…」「ショックですー」とネガティブな反応を示した。
- 石黒賢「君にミステイク」（作詞・庄野真代）
石黒の爽やかなキャラクターとは対照的に、棒読みの歌い口が注目された。『コサキン快傑アドレナリン』時代に行ったコサキンソングの人気投票で「君はトロピカル」を抑えて2位を獲得。しかし、石黒にコメントを求めたところ、当然の反応であるが不快感と困惑を隠していなかった。
- 三浦洋一「ギヤを入れろよ」
1stシングル「勲章」のB面曲。作詞は三浦本人によるもので、男らしくもたどたどしい歌い口や「ちょっとちょっとちょっと! ちょっとキツイんだよ!」というサビがリスナーの心を掴み、上記のコサキンソングの人気投票で1位を獲得。しかし、三浦からはコメントを貰う事が出来なかった。三浦の逝去後は、番組のポリシーにより取り上げられなくなった[注 46]。
- 海道はじめ（坂越達明）「スナッキーで踊ろう」（作詞・三浦康照、作編曲・船村徹）
プリマハムより発売されていたフランクフルト・ソーセージ商品「スナッキー」のCMソング。過剰に掛けられたエコーが、まるで地底からの叫び声のように聞こえることから、番組で話題になる。坂越は静岡県清水市(現在の静岡市清水区)出身の民謡歌手で、反響の大きさから番組内でわざわざ船村徹に電話をしたのに続き、自らゲストに登場。コサキンのメンバーと同作を歌った。船村と坂越によればバックコーラスをつとめたスナッキーガールズには吉沢京子、小山ルミがいたという。後にNHKで1994年3月21日に放映された『ナイトジャーナル』で、この楽曲の顛末が明かされた。
- マリア四郎「もだえ」
「うそでぃぇーもいぃーかぁーら、あいさぁーれー、たいのー」という歌いだしがどうにも形容出来ない歌い方で、特に小堺のツボにはまった。ジャケットを見る限りでは若い頃の田村正和のような端正な顔立ちなのだが、歌い方がコサキン用語で言う「ナヨッとしたホゲ声」で、もの凄くギャップがある。CD大作戦では、最後の「ンもだえるぅ〜」の部分が頻繁に使用されていた。
2020年5月24日放送の特別番組『令和に復活♡コサキンDEワァオ!です、ワァオ!!』でも流された。
- ルー大柴「俺がルー大柴だ!」「YOKOHAMA」「イマジン」「甘い囁き」
微妙に音程がずれていたり、歌っているうちに吹き出したりしたことから、番組内では「ヘタウタ」と呼ばれていた。
- 石田純一「ジゴロ」（作詞・松本隆、作曲・田島貴男）
ゲストで登場した本人が「調子に乗ってました」と反省するほど軽い調子のボーカル。関根が『坂下千里子のビューティーお先です!』にゲスト出演した際、この曲をリクエストした。後日、『ダウンタウンDX』の視聴者投稿コーナーで、その放送を聴いたと思われるリスナーの「石田さんがこんな曲を出していました」という趣旨のハガキが紹介され、スタジオの笑いを誘う中、関根はともにゲスト出演していた石田に「(曲)かけてるだろ!」「そこ(コサキン)がかけるからだよ!」と突っ込まれた。
- C.W.ニコル「SHOJI船長」
捕鯨船の船長の優しさをカントリー調で歌い上げる。終盤に「せんちょぉ〜〜〜〜〜」と叫ぶ辺りがCD大作戦で使われた。
- 増位山太志郎（10代目三保ヶ関親方）「そんな女のひとりごと」「けい子」
当時、歌手としてヒット作を飛ばした力士。ただし、コサキンの世界では過去の栄光は関係なく、小スケベ声と称される甘い声だけがネタにされた。特に関根はこの歌声を不快に感じたらしく、「（「けい子」を聴いて）相撲の稽古でもしてろよ!」「歌は上手い、声も甘い、そして、小スケベ。いや、大スケベだ!」と放言していた。「そんな女のひとりごと」では「真樹さんの紹介で」や「奈美さんに叱られる」等の歌詞が多用された。
- 島津ゆたか「ホテル」
増位山同様、小スケベ声がネタとして使われる。こちらは増位山とは違い関根がぼやくようなことはなく、番組のイベントに島津がゲスト出演したこともあった。
- あべ静江「みずいろの手紙」
曲冒頭のセリフがCD大作戦のネタに多用され、決まってコサキンが「昔は綺麗だった」とフォローする。
- 藤波辰巳「マッチョ・ドラゴン」（原曲・エディ・グラント「Boys in the Street（街角ボーイズ）」、日本語詞・森雪之丞)
藤波の入場テーマ曲の本人歌唱バージョン。その素朴で豪快な歌唱を番組では「幼稚園児が歌っている」と評したが、本人がゲスト出演したときにはさすがにそれを言及できなかった。曲中のギターの音から「チョワヨ〜ン」とも呼ばれている。
2024年1月8日放送の特別番組『コサキンDEワァオ!』でも、辰年であることにちなみ、リスナーからのリクエストとして流された。
- 「抹茶ヨウカン」
上記の「マッチョ・ドラゴン」をリスナーが替え歌にして投稿した楽曲。リスナー作品には他に「お下劣高校校歌」（曲調はPL学園校歌に似ている）「ボウズ」（原曲は小堺の「With」）「イヌフグリのつぶやき」「スケスケ小唄」（以上の2作品はオリジナル曲）などがあった。
- 野坂昭如「YWCA」
「YMCA」（西城秀樹がカバーした「YOUNG MAN」）の替え歌。ライブ音源で、手拍子をする際、マイクを叩く音（実際はフットドラムの音）まで入っている。野坂の歌い方がまるで酔っぱらいのようで、バックコーラスとすら合っていない。もっと言えば、女性コーラスグループが歌っている所に酔っぱらったおじさんがステージに上がってきて、歌に絡んできているようにしか聞こえない有り様だった。ネタとして『火垂るの墓』（高畑勲監督のアニメ映画）を見て感動している所に「でも、この物語の原作者は後にこんな歌を歌ってるんだよ」とこの歌を聞かせ、感動を台無しにさせるのがコサキン通の楽しみ方とされていた。
- 風間杜夫「ララバイ・ロックンロール」
TBSテレビ『ザ・サスペンス スクープを追う女』の主題歌。サビの「ララバイ　今夜　愛し合っても」の「愛し合っても」が、小堺には「アリッシンッ」とシャウトしているように聞こえ、サビ終わりの「夢さBad night、ワァオ!!」という絶叫が「吼えザル」と呼ばれたことで、「吼えザルの歌」とサブタイトルが付いた。
- 国広富之「キープ･オン･ダッシング」
TBSテレビ『ぼくらの時代』の主題歌。「君にミステイク」などと同様に、棒読みで抑揚のない歌唱が注目された。コサキンでは題名を「ダンシング」とよく間違えられた。
- 原田芳雄「iigusa」（作詞・桃井かおり）
シングル「レイジー・レディー・ブルース」のB面曲。一時期、関根のものまねネタとなる。原田の歌声の一節ごとの語尾に強烈かつ妙なビブラートが効いている。特に「言い草がぁぁぁぁぁ」のビブラートの部分はCD大作戦で多用されたが、コサキンの二人からは「原田さん喋る声はあんなに素敵なのに」「UFOの飛ぶ音」「怪光線」などと散々な言われようだった。
- 杉浦直樹＆石立鉄男「女嫌いのバラード」
杉浦・石立共演のドラマ『さらば女ともだち』の挿入歌。デュエットソングであるにもかかわらず、杉浦と石立の噛み合わなさっぷりが聴きどころ。お互いに歌を合わせる気がまるで無い為か、サビの終わりの部分が「女嫌いの〜、バラードド〜」と聞こえてしまう。この曲も、石立の逝去後は番組内で取り上げられなくなった。
- 冠二郎「炎」「ムサシ」「バイキング」
1992年大晦日の紅白歌合戦を観ていた関根が、「アイアイアイライク演歌」と演歌なのに英語の歌詞が入る「炎」を絶賛。ゲスト出演した冠は「自分をホイットニー・ヒューストンだと思っている」などと発言し[注 47]、ユニークなキャラクターからコサキンの「アニキ」の一人に名を連ねた。これをきっかけに冠はネオ演歌シリーズを確立する事となった。
- 若林豪「ずるいよ」
『コサキン快傑アドレナリン』時代に放送された、無臭ニンニクを用いた健康食品のCMソング。元々のCMに歌がなかったが、若林の「ずるいよ、こんなものがあったなんて」「（電話番号の語呂合わせで）ニンニクサイコーとご記憶ください」という台詞を交えた、渋さとお茶目さに溢れるCMがリスナーに大好評だったため、スポンサー側がそれに応えCMソングを制作した。
- 高英男「男と女」
日本屈指のシャンソン歌手である高によるシャンソンの定番曲。何回もリフレインされる「ダバダバダ、ルバダバダ」という歌詞のしつこさや、「聞えルバダバダ」「トワ・エ・モァバダバダ」といった無理矢理な訳詞がネタにされた。
- 美谷和枝「人生は過ぎゆく」
シャンソン風の曲調だが、サビがどうしても「ラビさんが、ラビさんが好きなのにどうして」と聞こえてしまうことで話題になった。最後の、恐怖さえ感じさせてしまう「行かないでェ!!」という叫びも聴きどころ。
- 奥村チヨ「抱擁」
妖艶さ全開の曲調で、コサキンおよび男性リスナーを「オギオギ（コサキンにおける、性的興奮を表す擬音）」させまくった。
- 岸本加世子「あゝ落ちる」（作詞・なかにし礼、作曲・都倉俊一）
「抱擁」同様のオギオギソング。歌というよりほとんどが岸本の語りで、冒頭の「落ちる…落ちるぅ〜」の絶叫が聴きどころ。Part1がレコードのA面で、そのB面がPart2という構成だった。小堺の番組中での発言によれば、小堺が岸本と会った際に曲冒頭のフレーズを囁いたところ、恥ずかしがりながら「やめてよ〜!」と言われたとのこと。
他にもオギオギソングには、辺見マリの「経験」、杉本エマの「エマニエル夫人」、應蘭芳の「痛い痛い痛いのよ」などがあった。
- イルカ「なごり雪」
コサキンでは、歌詞の「（なごり雪も降る時）を知り〜」を「お尻〜」として使われるなど、「オケベネタ[注 48]」としてCD大作戦で多用されていた。
- 間下このみ「キャベツ畑の子供たち」
当時海外で流行し日本でも話題を呼んだ幼児向け玩具「キャベツ畑人形」にインスパイアされる形でリリースされた迷曲。実際は、間下を始めとした数人の子供たちにより歌われた。間下の幼児ならではの無駄に元気な歌唱法に唖然とさせられた。
- ジ・アーズ「午前2時」
『スーパーギャング』時代、午前2時の時報を過ぎるたびに、決まってこの曲のサビ部分（または小堺が真似たもの）が流れた。
2024年12月16日放送の特別番組『コサキンDEワァオ!』でも、午前2時になったタイミングで流された。
- 水前寺清子「ありがとうの歌」
TBSテレビのホームドラマ『ありがとう』のテーマ曲。コサキンではドラマとは関係なく、映画の想い出（という建前のナンセンス長文ネタ）を紹介するコーナー「想い出のスクリーンミュージック」でのオチとして多用された。
- 藤木孝「24000のキッス」
歌声が小堺がはしゃぎ気味で歌っているように聞こえたため、最初に放送されたときは歌手名を小堺一機、曲名は「体育倉庫で24000のキッス」として紹介された。
- 大杉久美子＆大杉恵麻「すきすきうさこちゃん」
大杉親子によるノベルティ・ソング。恵麻（リリース当時3歳）の無垢な歌唱が聴きどころ。番組側ではコサキンソングとして仕掛けたかったが、リスナーの反応がほとんどなかった。後年、CD大作戦で「加藤剛さんの本名」等のネタに使われた。
- 能瀬慶子「アテンション・プリーズ」（作詞・喜多條忠、作曲・浜田省吾）
小堺曰く「ピアノで出せない音」「譜面に起こせない音」。「あーてんしょんぷり〜ぃ〜ぃ〜ぃ〜」と歌っている部分が使用された。
- 大場久美子「エトセトラ」「ディスコ・ドリーム」「スプリング・サンバ」
小堺曰く「（度が）合わない眼鏡をかけてるような音程」。
- 松平健「お嫁サンバ」「マツケンサンバ」シリーズ
いずれも松平の舞台公演で歌われたもの。1988年に紹介された「お嫁サンバ」は郷ひろみのヒット曲をカバーしたものだが、イントロでの「イェイ!」というつかみや妙にノリの良い松平の歌いっぷりが、当時の彼のイメージとのギャップを生み話題を呼んだ。また、同時期に紳士服のコナカのCMで松平が見せた“サイドステップ”の振り付けも、松平の人気に拍車をかけた。
その11年後の1999年には、「イントロがやたら長い曲」として「マツケンサンバ」シリーズが紹介された。「マツケンサンバ」が最初に紹介された当時は番組内で話題に上るのみだったが、後に他媒体でも紹介され、特に「マツケンサンバII」は2004年に一大ブームを巻き起こした。結果的に「マツケンサンバ」は、コサキンがいち早く目を付けた後に大ヒットした稀有な例となった。
- 細川俊之「小倉百人一首」
歌ではなく朗読作品。大学生協で販売されている情報をリスナーが投稿[11]し、瞬く間に人気を博した。ネタとして放送される際は、一首丸ごとや歌の一部分を切り抜いたり[注 49]、他のコサキンソングと組み合わされたりなど、CD大作戦の素材として使い勝手が良かったためか頻繁に使用されていた。細川の甘くダンディな声による真面目な朗読と、そこから作られたネタのバカバカしさとのギャップの大きさがリスナーを楽しませていた。
- 西城秀樹「激しい恋」
CD大作戦では、イントロでの「ピキュンピキュン」というSEが「オケベな何か[注 48]」を連想させるらしく、多用された。
- 水木一郎「マジンガーZ」、「ぼくらのバロム・1」、「おれはグレートマジンガー」
かつて営業で水木と一緒になったコサキンは、ヒーローソングの巨匠である彼も、流石に曲中の雄たけびに照れを見せていたことを覚えていた（詳細は「ラビーの替え歌」を参照）。その後水木はゲスト出演し、数々の「雄たけびソング」や知られざるバラードを披露した。コサキンやリスナーには「アニィ」と慕われていた。水木も番組25周年記念イベント、放送終了記念イベントで「『雄叫び』『絶叫』というのはコサキンから始まった」という趣旨の発言をしていた。
- ささきいさお「戦え!ポリマー」（アニメ『破裏拳ポリマー』主題歌）、「恋にいのちを」、「好きにならずにいられない」、「G.I.ブルース」、「MAZINGER Z」（『マジンガーZ』英語版[注 50]）
「恋にいのちを」ではその歌い声から「二代目林家三平」（初代の声に似ているために名づけられたもので、初代の次男である2代目とは無関係）と名づけられた。「G.I.ブルース」は歌詞の「ドイツの料理」が「オケベな何か[注 48]」を連想させるらしく、多用された。「戦え!ポリマー」では間奏でささきが放つ擬声語「ガーン、ガーン、トリャ〜ッ!」の部分がCD大作戦でよく使われた。冠二郎、水木一郎とともに、コサキンの「アニキ」と称された一人であった。
- 平尾昌章「星は何でも知っている」
平尾がロカビリー歌手時代に歌った大ヒット曲。CD大作戦では平尾がだらしなくしゃべるセリフ部分（「きっと、きっと、嬉しかったんだよ…」など）が多用された。
- 西郷輝彦「真夏のあらし」「涙をありがとう」
CD大作戦では、「真夏のあらし」の間奏でのセリフ「（この恋は〜）ワァオ!」や最後の「イェイイェイ、ヤァー!」が多用された。概要節の記述にもあるように、終了まで15年続いた番組タイトル『コサキンDEワァオ!』の元ネタである。
- 藤島桓夫（ふじしまたけお）「若い元気なお相撲さん」
小堺はある時「桓夫（たけお）」の読み方をど忘れして「藤島…さん」と紹介し、以降ネタとされフルネームで曲紹介されることは殆どなくなった。藤島桓夫は「月の法善寺横町」のヒット曲で知られる演歌歌手で「若い元気なお相撲さん」はそのカップリング曲だった。CD大作戦では、サビの「若い元気なオス」と区切ったものが「ムックンの代々木上原武勇伝ネタ」等として多用された。
- 喜美正二郎「すずらん通り」「昼も夜も眠れない」
喜美は本業はトラック運転手で、100万円貯まるとレコードを自費出版していた、いわゆるインディーズの歌謡曲シンガー。番組にゲスト出演した事もあった。「ノドに扇風機が入っている」と例えられた、何とも表現しがたい強烈なビブラートと、「すずらんの花が咲いていた〜ぅ」「誰か僕の“う”愛を～」などと語尾の韻を“う”段に持って行く強烈な歌唱法が特徴（関根曰く「う結歌唱」「この歌唱法でいいと思ってるのが凄い」）。番組最終回のイベントでは、喜美正二郎と直接コンタクトを取り、カラオケテープ等の音源をもらったというリスナーが現れ、音源が放送されたが、番組で初めて紹介された時と同様の衝撃が詰めかけたリスナーを襲うこととなった。
- 太子乱童「愛の絶唱」
ソロで2種類の歌唱法を取り入れた曲。最初は普通に朗々と歌っているのだが、途中でいきなり「き゛ぃ゛ぃ゛み゛の゛ぉ゛ぉ゛ぉ゛ぅ゛」というダミ声になり、最後は朗々とした歌声に戻る。特に普通の声からダミ声に変わる箇所がネタにされた。関根は「これ（＝ダミ声）をやっていなければ絶対に売れていただろう」と、歌唱力については絶賛していた。
- 佐久間浩二／勝彩也「まぼろしのブルース」
様々な歌手・グループによって一時期リリースされていた曲（競作というわけではない）。そんな中で勝バージョンでは曲中何度も歌われる「あぁ〜」の歌い方が一つ一つ異なりそれぞれに情感が込められていると番組内で絶賛。コサキンで注目されたきっかけは、バックでひたすら流れアウトロで余韻を残すクイーカの音が『できるかな』のゴン太くんのため息のようだったことから（実際にゴン太くんの声はクイーカを用いていた）。勝は一時音楽活動から離れてヨガ道場を営み、時々カラオケ教室を開いていたが、後に歌手活動を再開した。
- 「腹式呼吸でアイラブユー」
スクリーミン・ジェイ・ホーキンズの曲「I Put a Spell on You」の番組での呼び名。（腹式呼吸とは程遠い歌唱の）西村知美が歌っているということになっていた。合間の絶叫が特徴的であったため、CD大作戦のネタとしても多用された。
- 「腹式呼吸でオエウエアー」
スクリーミン・ジェイ・ホーキンスの曲「CONSTIPATION BLUES」の番組での呼び名。
- 「腹式呼吸でウママママー」
スクリーミン・ジェイ・ホーキンスの曲「Little Demon」の番組での呼び名。「腹式呼吸でアイラブユー」と同様に、西村知美が歌っているということになっていた。サビで実際に「ウママママー」と歌っているように聞こえ、最後の絶叫が特徴的であったため、CD大作戦のネタとしても多用された。
- 「ウニのテーマ」
ディジー・ガレスピーの曲「スウィング・ロー、スウィート・キャデラック(Swing Low, Sweet Cadillac)」の番組での呼び名。「イーバリバリバリバリ」という絶叫がクロマニヨン人、もしくは車だん吉が歌っているということになっていた。
- 「恋の気をつけ何でもねぇんだよゲベロッチョ」
水木一郎が歌う『快傑ズバット』の主題歌「地獄のズバット」に番組で勝手につけた呼び名。ヘドバとダビデが歌っているということになっていた。後に『コサキンワールド』のタイトルとしても使われた。
- 高松りみ子「まつぼっくりの歌」「チューリップ」
2曲ともキングレコードからリリースされた10インチ盤のアルバム「幼稚園のうた」(KH-43)に収録されていたもの。CD大作戦で「真夜中にかかってきたら怖いいたずら電話」等のネタに多用された。「変なこども」が歌っているということになっていた。
- 「長嶋茂雄のウィスパーカード」
現役時代の長嶋茂雄のソノシートの番組での呼び名。長嶋がCM出演した明治製菓「明治ナッツキャラメル」の懸賞品（1960年「長嶋茂雄の声がきけるブロマイド」として制作、抽選で20,000名にプレゼントされた）で、アメリカ民謡「峠のわが家」のBGMで長嶋が「僕、ジャイアンツの長嶋です。君、お元気?」と語りかけていた。ソノシートの内容は、長嶋の立教大学時代の思い出や金田正一（当時国鉄スワローズ）との戦いで三振をとられたことなどを語っていた。
- J-WALK「何も言えなくて…夏」
この歌を聴いた関根が「いつまで過去引きずってんだよ! めそめそしてんじゃねえよ!」と激怒し「めそめそ男の未練歌」と名づけた。歌い始めると節の終わりに「めそめそ」と歌い、J-WALK自体も「めそめそ男達」と名づけた。
- ラビット関根「猿の惑星」（作曲・浜口庫之助）
映画『猿の惑星』のテレビドラマ版がアメリカで製作され、日本でも放映されることになった時のテーマ曲。パーカッションとブラスによる壮大な曲の合間に、関根が「人間が来たぞ! イーッ、イーッ!」などと絶叫していた。このテレビドラマ版は4ヵ月ほどで打ち切られ、関根曰くテーマ曲はわずか3回しか放送されなかったが、コサキンにて日の目を見ることになった。
2021年1月3日放送の特別番組『令和に復活!コサキンDEワァオ!です、40周年です!ワァオ』でも流された。その際の関根の回想によれば、ドラマのヒットを見込んだフジテレビが浜口にテーマ曲の制作を依頼し、浜口に「猿の物まねができる若い奴がいないか」と尋ねられたスタッフが推薦したのが関根だった。「誰が歌っているか」という100万円の電化製品が当たる懸賞も実施され、関根はこの曲で有名になるかもと期待したが、番組の視聴率は振わず「捕らぬ狸の皮算用だった」と振り返っていた。
- 加藤剛「三匹のこぶた」「風と雲と虹と」
「三匹のこぶた」は歌ではなく朗読作品。東京こどもクラブで配られていた絵本に付属していたソノシートで、加藤が三匹のこぶたの童話を朗読する。しかし冒頭でいきなり波音が聞こえ、「やぁ、海からやってきた加藤剛です。剛おじさんと呼んでね」と挨拶するというシュールな構成になっていた。そして朗読が終わると、剛おじさんは海に帰っていくのであった。『踊る!さんま御殿!!』で加藤と関根が対面した際に関根が聞いたところ、加藤はこの朗読のことを憶えていた。
- 河村隆一「evergreen 〜あなたの忘れ物〜（カバーアルバム）」
CD大作戦で「由紀さおり・安田祥子姉妹に歌わせたい歌」シリーズが大流行した中で紹介され、その独特の歌唱法が受け、由紀・安田姉妹の後を継ぐ形でヘビーローテーションされた。河村は後にはリスナーのリクエストにより三善英史の「雨」をフルコーラス熱唱した。なお、関根は河村と友人関係であったのだが、番組内で発覚するまで黙っていた。当の関根本人は、「言わなかったっけ？」とおとぼけ発言をしていた。
- 舘ひろし「青い山脈'88」
舘が主演した同名映画の主題歌で、藤山一郎が歌った曲のカバー。間奏に漏らす「ウア〜ァ〜」とため息を漏らす所をネタにしていた。なお、当の本編も、舘は保健室の先生役でありながら「学校で潜入捜査」「芝居が刑事芝居にしか見えない」などと散々に言われていた。また、映画上映時に舘側が示したとされる本曲のシングルカット拒否も番組で話題に挙がった。
舘の他の作品では、「ゴゥ～」というけだるい合いの手がネタにされた「いとしのマックス」（『代表取締役刑事』の挿入歌）や「ママ～」「ジーザスクラ～イスト」といったため息がよく取り上げられた「冷たい太陽 NEW BLOOD VERSION」（『あぶない刑事リターンズ』の主題歌）も話題になった。
- ナディア・ギフォード「ラスト・クリスマス」
ワム!が原曲を歌った定番クリスマスソングのカバー曲。『タモリ倶楽部』の「空耳アワー」よろしく、歌詞が「ゲベマハー」「ゲベロベー」と非常にコサキン的な擬音に聞えるため、コサキンのクリスマスソングとして定着。クリスマス当日、または直前の放送では必ずこの曲が放送された。
- サンディエゴ「君の瞳に恋してる」（スペイン語ヴァージョン）
「ラスト・クリスマス」同様、空耳から人気となった洋楽曲。メロディがラテン調に、歌詞はスペイン語にアレンジされており、サビが「オケベゲーロ、ヘソゲムスコーヨ」としか聞こえないため話題になった。
- 橋幸夫「あの娘と僕-スイム・スイム・スイム」
有川の父が経営していたスナック「酔夢」（すいむ）があまりにもダサいネーミングのため、一時期は有川に関わるネタの際にはほとんどこの曲のコーラス部分「スイムスイムスイム〜スイムで踊ろう」が使われていた。この曲での「スイム」とは1960年代に少しだけ流行した、泳ぐような格好をしながら踊るリズムダンス（ニューリズム）の一種。
- 橋幸夫「刺客道」
橋が歌う『子連れ狼』主題歌レコードのB面曲。中盤の斬り合いのSEと断末魔がネタとして多用された。CD大作戦などのネタハガキでは「バサッ、アーッ!」という書き方でも通用していた。
- 三波春夫「堀部安兵衛」
『忠臣蔵』に登場する四十七士のひとり、堀部安兵衛を題材にした曲。ただし、コサキンで使われたのはセリフ部分の最後「（見破られたか、）残念至極」の部分だけであった。
- 三田佳子「幸福（しあわせ）よここまでおいで」
大女優が唄っていた意外な一曲。さわやかな曲調でありながら、いきなり「クイズをしましょう」と誘っている歌詞が話題となった。
- 北島三郎「誠」
CD大作戦では、女と思っていた人が実は男だったというくだりで「俺は、俺は男だ〜」の部分が多用された。
- 大塚博堂「ダスティン・ホフマンになれなかったよ」
放送開始以前に亡くなったシンガーソングライター・大塚博堂のデビュー曲。なぜ日本人が外国人に、しかも名指しでダスティン・ホフマンになろうとしたのか、さらになぜなれなかったと悔やんでいるのかという謎の曲として扱われた。
- 辺見マリ「ダニエル・モナムール」
主に間奏の「ジュテェ〜ム、ダニエェ〜ル」という色っぽい合いの手が使われた。また、辺見の元夫である西郷輝彦の曲と組み合わせて使われることも多かった。
- 風間ひろしとメロディー・クイーン「君がほしい」
イントロでのシンセサウンドが重厚な雰囲気の曲調とのミスマッチさを醸し出していた。ボーカルのべたついた口調によるセリフ部分もネタとして多用された。
- 子門真人「アマゾンライダーここにあり」
特撮ドラマ『仮面ライダーアマゾン』の主題歌。主にイントロのシャウトから「アーッ!」の部分が抽出されて使われていた。
- 平幹二朗「周知の事実」
1969年に越路吹雪と共演したミュージカル「結婚物語」の挿入歌。男は歳を取るにつれ魅力的になるという内容であるが、放送当時騒がせていた平の同性愛疑惑も相まって「女は、もう駄目」という歌詞が多用された。
- 具志堅用高「カンムリワシの詩〈勝利者のバラード〉」
レコード「具志堅のテーマ」のB面曲。歌ではなく、BGMに乗せて具志堅が詞を八重山方言で淡々と読み上げるもの。琉球語（琉球方言）に詳しくない者にとってリスニングは難解で、具志堅の朴訥とした語り口も重なり、その異質さは関根がラジオを目覚まし代わりに使っていた時に、たまたまこの曲が流れてうなされたと回顧するほど。
- 坂井真紀「恋のザッツワチャドゥ」
「恋のミーラークールッ、ザツワチャドゥ」という気だるく薄っぺらい歌声がCD大作戦で多用された坂井真紀のシングル曲。関根は「最初はロックンロールでいいなと思うんだけど、サビに来ると"何だよ!"って思う」と不快感を示していた。
- ジャネット・ジャクソン「Nasty」
小堺の長男誕生時に、浅井企画社員の五社勇[注 35]と川岸咨鴻[注 15]が贈ったお祝いラップ「ハッピーベイビー」の後ろで流れていた曲。演奏時間が長いためイントロ部のみの放送。
- 渡辺裕之「だいじょうぶマイ・フレンド」
1983年発売当時に封切られた同名映画の主題歌。オリジナルは作曲者の加藤和彦の歌唱だが、映画の出演者が歌ったバージョンも数枚リリースされており、その中でも渡辺のバージョンはCD大作戦で何度もネタに使用された。舌足らずなボーカルが特徴的。
- ミスター・ワイルド「さすらいの一匹狼」
歌手自ら狼の遠吠えを演じたりとやたらクドい歌唱法が話題を呼んでいた。
- 小松みどり「ゴルフ小唄」
下ネタの隠語を歌詞に含む「お座敷小唄」。サビの「キュッキュッキュッ」のコーラスと爆発のSE音の組み合わせがネタのオチとして多用された。
- 西村知美「きゃきゃきゃのきゃ」（作詞・秋元康）
能天気な歌詞と西村の可愛らしいが声量の乏しい歌唱が聞きどころ。
- 渡辺篤史「オレについてこい!」
渡辺がドラマ『パン屋のケンちゃん』の中で演じたホームラン先生のイメージソング。曲間に展開される熱い雄叫び(主に「元気がない! 校庭一周!」)が渡辺の持ち味である飄々とした語り口とのギャップを生み、コサキンの中でテキサスヒットとなった。
- 竜鉄也「奥飛騨慕情」
歌詞の「奥飛騨に」を「奥ヒダに」と解釈されることが多かった。
- 柳沢慎吾「BE MY GIRL」
そのやたらと軽くて薄っぺらい歌声がしばしばテレビのバラエティで取り上げられる楽曲「ピエロ」のB面曲。コサキンでは「ピエロ」よりもこの曲にスポットを当てていた。
- 高橋義郎・吉田道子「四季の指笛」
自主制作盤CD「音魂」に収録されたもの。
- シャーリー・バッシー「GOLD FINGER」
映画『007 ゴールドフィンガー』のテーマソング。CD大作戦では、主に手の動きの表現手段としてこの曲の一小節が多用された。
- 和田弘とマヒナスターズ「お百度こいさん」
メンバー佐々木敢一の驚異的なファルセットによる「お～くれや～す～」の部分がネタとして多用された。
- 川谷拓三「負犬の唄」（作詞・荒木一郎、作曲・平尾昌晃）
テレビ時代劇『必殺からくり人』『必殺からくり人・血風編』の主題歌。「やつれた女の夢を見た　俺のお袋さ」という衝撃的な歌詞がコサキンの2人やリスナーに強烈なインパクトを与えた。
- 有馬竜之介（後に紅浩二に改名）「ハートを狙い撃ち」
番組末期のコサキンソング。有馬は昭和40年代に活動したGS歌謡のシンガーで、1969年リリースの楽曲。有馬の力み過ぎな熱い歌唱、間奏での軽快だが過剰なエレキギターのソロ、サビでの野獣の咆哮のような女声コーラスが混然一体となった珍作。
- 谷啓「あんた誰?」

など多数。

### コサキンソング以外の使用曲
- 小堺一機「I LOVE TOYS!」
映画『TOY STORY』主題歌のカバー曲。TOYが「土肥温泉[注 7]」に通じるため、CD大作戦などで使われていた。
- 国生さゆり「バレンタイン・キッス」
2月14日前後になると毎年のように歌われ、その後、国生のことを勝手な替え歌で歌うのがお約束のようになっていた時期があった。しかし、これをやると必ずとんぼさんネタにつながってしまうため、自然消滅した。
- 野口五郎「19:00の街」
関根・小堺のそれぞれの夏の舞台公演が夜7時（19時）開演であるためチケット発売告知の際などに関根がよく歌う。毎年5 - 7月頃の情報局コーナーの恒例となっていた。関根と野口は『カックラキン大放送!!』で共演していたが、「ゴルフレッスンはスパルタだ〜」や「コーヒー飲みすぎで手が震えてる〜」「三井ゆり〜」など、余計な一言を付け加えて歌っていた。
- ピチカート・ファイヴ「東京は夜の七時」
土曜18時台に放送されていた際、エンディングでもうすぐ夜の7時になることからネタとして使われた曲。関根が歌詞・曲調をうろ覚えで「東京7時、夜7時、早く会いたい、彼とデート〜、ふぅ〜!」と歌っていた。
- 川島なお美「シャンペンNo.5」
川島のデビュー曲で、同じく関根にうろ覚えされた曲。まるで聴いたことがあるかのように「シャンペンナンバーファーイブ!」と川島の物まねで歌っていたが、実際の歌詞に「シャンペンNo.5」という語句は1ヶ所もない。
- ハナ肇とクレージーキャッツの曲各種
コミックソングとして使い勝手が良いため、CD大作戦にてよく歌詞を利用された。「ハィそれまでヨ」（「無責任一代男」のB面曲）の最後の「ジャーン!」という不協和音は、ネタに強引にオチをつけるためにリスナーに多用されていた。また、ハナの「アッと驚く為五郎」の「あっ!」の部分が「帰宅した勝野洋の第一声」といったネタでよく使われていた。
- トム・ジョーンズ「恋はメキ・メキ」
圧倒的な声量によるダイナミックな歌唱で世界中を魅了したスーパースター。関根が最も敬愛するシンガーであり、上記の「よくあることさ」を始め番組中でもしばしば彼の楽曲が流された。「恋はメキ・メキ」は曲冒頭の「ヤアーッ！！」という凄まじいシャウトがネタとして多用された。
- 森本英世「みなし児のバラード」
敏いとうとハッピー&ブルーのリードヴォーカルとしても活躍した森本が新田洋名義で1969年にリリースした楽曲で、テレビアニメ『タイガーマスク』のエンディングテーマとして有名である。みなし児の寂しい心情を森本が情感豊かに歌い上げたバラードで、歌手の歌唱力に関して辛口批評をする事の多い関根が「カラオケでこれ探して歌ったの、悲しくなって歌おうと思ったけどこの人のように悲しくは歌えなかった、この人本当に上手いよ」と絶賛した。なお、森本がリードヴォーカルを担当したハッピー&ブルーの楽曲『銀座八丁光のまつり』は初期のコサキンソングでもある。
- 山崎ハコ「呪い」
- 中島みゆき「うらみ・ます」
歌詞の不気味さから、一時期CD大作戦で多用された。

### ラビーの替え歌
番組当初から、小堺に内緒で録音して曲のコーナーでいきなり流すというドッキリ企画であったり、「意味ねぇイントロ&曲当てクイズ」「替え歌&イントロ当てクイズ」として独立した企画であったりなどで、関根が歌う替え歌を放送することは多々あった。曲当てクイズの場合、歌詞の大筋は有川、舘川らの構成作家が作り、関根がアドリブを付け足したりイントロや後奏で思いつきのセリフ・絶叫を作り上げる事が多い。放送時に初めて替え歌を聴かされる小堺が笑い転げることが多かったが、関根も大半は録音したことを全く覚えておらず、自分で笑ってしまうこともしばしばあった。『快傑アドレナリン』以降、曲当てクイズは消滅し替え歌も作られなくなったが、2000年代になって替え歌のリバイバルブームが起こり、往年の替え歌が久しぶりに放送されたり新曲が作られたりした事があった。総計で200曲以上にも及ぶレパートリーが存在している。
- 「アゲイン」（原曲・渡辺徹「AGAIN」）
ほとんど原曲で、関根は途中までは随所で「アゲーン」と合いの手をいれるだけ。サビの直前から畳み掛けるように「アゲアゲアゲーン!」と連呼し、サビは全編にわたり「アゲーン! アゲアゲン! アゲイン!」の絶叫で渡辺の歌唱をかき消す。最後は「キツネが食べるのはあぶらアゲーン! ゲーンゲーン、源さんは『何でもねぇんだよぉ〜!』」とダジャレからの宇津井健のものまねで締めている。
「輝け!第1回コサキンソング大賞」（1985年放送）では並み居るコサキンソングを押しのけて堂々の1位に輝いた。
- 「パパは変人」（原曲・高島忠夫「パパは恋人」）
ほとんど原曲で、関根は随所に高島忠夫の声まねで「イェイ!」と合いの手を入れているだけ。よく聞くとそれぞれの「イェイ」の感情の込め方が違っていたり、フェイントをかけたりなど、「アゲイン」からの進化が見られた。最後は「イェーイ、イエ（おや）すみなさ〜い」と、高島の声まねによる強引なダジャレで締めている。
- 「ラビーのプロフィール」（原曲・倉沢淳美「プロフィール」）
プロフィールと言いつつも、実際は関根が好き勝手なことを言っているだけで、内容は全く意味がない。
- 「ヤラシー」（原曲・井上陽水「ジェラシー」）
タイトル通り、関根が「いやらしい」と思ったことを羅列した歌で、初期の名作の一つ。ラストで絶叫するまではほぼ原曲に合わせて歌っている。最後は小堺が「バン!」と言って関根を撃ち、関根が悲鳴をあげて強制的に終了される。小堺が替え歌に参加している数少ない曲である。
- 「我が良き友よ」（原曲・かまやつひろし「我が良き友よ」）
替え歌ではなく、若かりし頃の関根がデモテープとして録音したもので、萬屋錦之介や林家三平、水森亜土などの物まねをして歌っている。番組では当初フルコーラスを流さず数週に渡って少しずつ放送したが、あまりに引っ張りすぎたためか、リスナーからの反響はさほどのものでは無かった。
- 「竜雷太のディープキッステレフォンサービス」（原曲・ドラマ『これが青春だ』の同名アルバムより“大岩雷太先生の訓示”）
スタッフが制作したものではなく、初期の投稿ネタの傑作。電話の呼出音ののち、竜雷太のせりふの上に関根が「（人を信じない奴を俺は嫌いだ!!）ブチュ〜、（人に騙されるのを恐れる余り、人を信じない奴を俺は嫌いだ!!）チュパァ〜…（若者としてまったく認めない!!）ウゥ〜ン、ディ〜プ…」とウィスパーをかぶせる。実際のテレフォンサービスとはまったく関係がない。
- 「100%魚」（原曲・シブがき隊「100%…SOかもね!」）
「意味ねーイントロ&曲当てクイズ」の初回に放送。文字通り魚類のことを歌っているのだが、最後は「トカゲは爬虫類ルイルイルイ、太川陽介、ヒゲ濃いぞ〜! 毎日剃ってる〜!」と主旨から大幅に逸脱した絶叫で終わった。そのインパクトからか、後に同曲を「リクエスト曲・100%太川陽介ヒゲ濃いぞ」とはがきに記載したリスナーが紹介される。この曲名ももっともだということで、その後同曲は「〜ヒゲ濃いぞ」での認知が広まった。曲当てクイズ初期は、「100%…SOかもね!」を原曲とした作品が多かった。
- 「おまのいぬわりさん」（原曲・童謡「いぬのおまわりさん」）
「意味ねーイントロ&曲当てクイズ」の初回に放送。この時、挑戦者はイントロの時点で「わかりました」と発言した途端に曲が止まったため、長らく全容が明らかにされないままであった。1987年7月8日放送分で初めてオンエアされたが、関根が終始「おーま、おーま、おーまーまー」と言っているだけで、最後に「この歌のタイトルは、おまのいぬわりさーん」と絶叫する、意味の無さにも程がある内容だった。関根自身も「替え歌200曲の中で、一番ひどいんじゃないの!?」と認めていた。番組20周年イベントでもクイズとして出題されたが、関根は「いぬのおまわりさんを替え歌したんですか？」「犬プルーンは好きな年下亭主」と覚えていなかった[注 51]。
- 「黄身たち白身たち」（原曲・西城秀樹「YOUNG MAN (Y.M.C.A.)」）
関根が「蛋白質〜おぉ〜蛋白質〜」と、卵の黄身と白身が健康に良いことを歌っている。ただしサビの直前まで、原曲のメロディは全く無視してひたすら絶叫しているので、厳密には替え歌ではない。曲当てクイズの初回に放送され、リスナーに衝撃を与えた。
- 「エロイヨ」（原曲・徳永英明「風のエオリア」）
「ヤラシー」の続編とも言うべき、裏関根の本領を発揮した傑作。やはり「エロい」と思ったことを羅列している。日本武道館で行われたイベントでは、関根が「黄身たち白身たち」などと共に熱唱し、1万人のリスナーが「タンパクシツ〜!」「エロイヨー!」と絶叫した。後年ラビーの替え歌リバイバルブームに乗じてセルフリメイクした「エロイヨ2003」という曲もある。
- 「丹波哲郎ヨーロ霊ヒー」（原曲・「山の人気者」）
「おいら見た事ないのにヨーロ霊ヒー、死んだ事ないのにヨーロ霊ヒー…」と、"霊界の宣伝マン"と呼ばれた丹波哲郎をテーマにした曲。この曲を聴いた小堺は苦しくなるほど笑いころげた。最後は「死後の世界はヨーロ霊ヒーッ!」と絶叫して締めている。
- 「トーテムポールの上から2番目の顔」（原曲・谷村新司「昴」）
歌というより独白。初めにぼそぼそと何か言っていたかと思うとサビに入る前に「ああ〜トーテムポールの上から2番目の顔〜!イエーイ、ジャーン!!」と突然終わってしまう。原曲と歌詞がリンクしているのは、「ああ〜」の部分だけであった。
- 「君はニラより美しい」（原曲・布施明「君は薔薇より美しい」）
餃子が食べたい、それもニンニクよりもニラがきいた餃子を、というような内容なのだが、オチは「オリビアすまない! ドッカーン!」と、布施明ネタになっている。
- 「ぼくらの水木一郎」（原曲・水木一郎「ぼくらのバロム・1」 - 特撮テレビ番組『超人バロム・1』主題歌）
日本テレビの『24時間テレビ』にてコサキンが水木と共演した時、水木が歌の途中で「ブロロロロー!」「ズババババーン!」と雄叫びをあげた後、少し恥ずかしそうにしていた、というエピソードを歌った。この後、水木がゲストに来るようにもなり、水木の雄叫びはエスカレートするようになった。
- 「グッドナイト・ヤギ」（原曲・ザ・キング・トーンズ「グッド・ナイト・ベイビー」）
曲自体は「ヤギの目の上に眉毛を描いて走って逃げろ」「ヤギのあごひげを剃って、全身も剃っちゃえ」というような意味ねぇもの。「意味ねぇイントロ&曲当てクイズ」で出題した際に、小堺が「簡単です」というヒントを出したところ、リスナーが「ヤギ!」とだけ答えたため、「簡単すぎる」とスタジオ内が爆笑に包まれた。翌週のおハガキ列島でも別のリスナーがこのことをネタにし、気がつけば番組内で「ヤギブーム」が巻き起こり、後に「ヤギ」というタイトルのコサキン本が出版されるまでになった。
- 「田中邦衛の頭は鳩臭い」（原曲・寺尾聰「ルビーの指環」）
上記の「グッドナイト・ヤギ」が放送された数週間後、意味ねぇイントロクイズに参加したリスナーが最初から正解を諦めて[注 30]「田中邦衛が歌う『俺の頭は鳩臭い』」と答え、ヤギと共に「鳩ブーム」が発生したことで作られた。歌詞では「今日も4羽分の臭い」と表現されている。リスナーの思いつきのネタなので、「鳩臭い」という語句には何の意味も根拠もない。後年のコサキンでは堀内孝雄の方がよっぽど顔が鳩臭いということになっていた。
- 「俺はグレート13歳下のダンサー」（原曲・水木一郎「おれはグレートマジンガー」）
当時新婚だった小柳ルミ子、大澄賢也夫妻をネタにしたもの。小柳・大澄夫婦は揃ってテレビ出演し熱々ぶりをアピールしており、コサキンも大澄が13歳年下という年齢差などをからかうネタを連発していた。「すぐに別れるんじゃないか」というリスナー投稿も多発し、その後小柳自らが別の番組で「賢也の上にルミ子」などというお下劣発言を行ったのを受け、コサキンの番組敗北宣言を出すほどの過熱ぶりであった。その後大澄はキャラクターを買われて一人での仕事も増え、果ては本当に離婚が成立してしまった。長寿番組ならではのエピソードと言える。
- 「ミートボール」（原曲・トム・ジョーンズ「サンダーボール」 - 映画『007 サンダーボール作戦』主題歌）
ミートボールや肉団子に対する想いを情熱的に歌っている。「前歯で割け!」「奥歯で砕け!」「丸ごと飲め!」そしてラストの「揚げ立てだったのね、ウワーッ!」という絶叫は必聴。原曲はライブ盤を使用しており、観客の拍手で曲が締められている。
- 「有川」（原曲・かぐや姫「神田川」）
有川周一の独身時代の生態を赤裸々に歌い上げた内容で、あまりの歌詞のひどさに関根が途中で吹き出してしまった。きちんと歌えたテイクもあるが、関根曰く「真面目に歌うと生々しすぎてかわいそうなので」、吹き出したテイクの方が放送された。'90年12月実施の「意味ねー替え歌リクエストベスト10」では、真面目に歌えたテイクの方が放送された。続編として有川の結婚後を題材とした替え歌「有川2」も存在する。
- 「贈る秋葉」（原曲・海援隊「贈る言葉」）
「秋葉」とは秋葉原のことでは無く、コサキンの常連投稿者（工作職人）からプロの演出家になった秋葉隆史のこと。
- 「お下劣体操第一」（原曲・「ラジオ体操第一」）
お下劣な動きを要求する体操。この場合のお下劣とは性的な意味よりも、「肩甲骨を横隔膜の中に入れて人間アルマジロ〜!」といった、関根特有のマニアックな身体ネタのことを指す。関根がルー大柴、ラッキィ池田と結成した「オラ・セラル」のアルバムCD『PSYCHEDELIC SOUND PARADISE』内に、歌詞・曲調を少し変えたものが「ラジオ体操第5」として収録されている。1990年12月に実施された「意味ねー替え歌リクエストベスト10」で栄えある1位に選ばれた。
- 「関根勤のウィスパーカード」（原曲・「長嶋茂雄のウィスパーカード」）
原曲と同じくアメリカ民謡の「峠のわが家」をBGMに、関根が「僕、浅井企画の関根勤です。君、お便器?…ポンキッキ…」と意味ねぇウィスパーをかぶせる。
- 「新陳代謝よありがとう」（原曲・水前寺清子「ありがとうの唄」）
新陳代謝の尊さを歌っている。リスナーであったゴスペラーズの黒沢薫曰く、この歌を聴いたとき「歌って自由にやっていいんだ」と感銘を受け、歌手を志す要因の一つになったとのこと。
- 「スタンド・バイ・におい」（原曲・ベン・E・キング「スタンド・バイ・ミー」）
「大島渚の枕カバーは洗っても臭い」のフレーズが強烈だった。
- 「真夏の夜の暑い」（原曲・松任谷由実「真夏の夜の夢」）
例年より熱帯夜が多くて寝られない夏に、普段クーラーを付けない関根が耐えきれずにクーラーを付けて、一気に熱量が失われていく様子を歌った。替え歌（曲名当て）クイズで出題されたが、曲名が日本語になっていないため、絶対に正解出来ない。
- 「若気のいい身体」（原曲・南佳孝「モンロー・ウォーク」）
小堺が独身時代に現在の夫人（当時は彼女）が住んでいた代々木上原で「何か」があったことを関根が歌い上げている。「いい身体」とは、小堺が若い頃からこれといって何もトレーニングなどしていないのに、放送当時は中途半端にガッシリした体格で、よく「ビールとビデオでいい身体」と揶揄されていた事に由来する。最後は番組で小堺と噂になった女性（一名だけ「お友達」が混ざっている）の名前を関根がすべて叫んで終了する。
- 「擬音の舞」（原曲・アラム・ハチャトゥリアン「剣の舞」）
有名な旋律に乗って関根が意味不明な擬音を絶叫し続けるもの。関根によると、子供の頃に幼馴染の家で「剣の舞」のLPレコードを45回転でかけながらバスタオルを巻いて踊り狂ったことがあり、その頃からイメージがあったらしい。
- 「第イー」（原曲・ベートーヴェン『交響曲第9番・歓喜の歌』）
当時関根が出演していた日本テレビ系『MOVE TOWN 2』のプロデューサーの口癖「イー[注 52]」だけで歌い上げた。このプロデューサーは、ズージャ語（逆さ言葉）などの当時の業界用語を多用する人物で、例えば番組内で紹介した映画『ドライビング・ミス・デイジー』の内容を「ジンガイ（外国人）のチャンバー（老婦人）がルークマ（車）に乗って、運転手とゴーサイ（最後）にはダチトモ（友達）になる」と説明していたことから、よくリスナーのネタにもされていた。
- 「チャラーン」（原曲・ベートーヴェン『交響曲第5番・運命』)
「第イー」と同じ手法だが、こちらは林家こん平の絶叫「チャラーン!」で歌い上げた。派生作品に「仮面チャラーン（原曲：「レッツゴー!!ライダーキック」）」、「伊勢佐木町チャラーン（原曲：青江三奈「伊勢佐木町ブルース」）」がある。これがきっかけかは不明だが、こん平をゲストに迎えたイベント「コサキン卓球大会」も開催された。
- 「ぎんざのNOWの物語」（原曲・石原裕次郎＆牧村旬子「銀座の恋の物語」）
小堺・関根のデビューのきっかけとなったTBSテレビ『ぎんざNOW!』の回想録。番組内コーナー「素人コメディアン道場」で勝ち抜いたネタをデタラメに紹介したのち、映画『人魚伝説』で再起を賭ける決意について語る清水健太郎のものまねで終了。
- 「金やんイブ」（原曲・山下達郎「クリスマス・イブ」）
当時ロッテオリオンズ監督をしていた金田正一がドラフトで交渉権を獲得したにもかかわらず「西武・巨人以外ならドラフト拒否」を貫いた小池秀郎に対する思いを歌った。しかし最終的には息子金田賢一の父に対するぼやきになっていた。
- 「小池朝雄だクリスマス」（原曲・ビング・クロスビー「ホワイト・クリスマス」）
関根が往年の俳優小池朝雄のモノマネで「アァ〜ン、これが見えねぇのかぁ〜?」と言っているだけの歌。小池と言えば海外ドラマ『刑事コロンボ』の声が有名だが、ここでは小池が出演した映画[注 53]の中からの1シーンで、組バッジかなにかを見せびらかして威圧する役どころのマネらしい。
- 「加納竜ボウリング」（原曲・ザ・タイガース「シーサイド・バウンド」）
テレビ東京系『ザ・スターボウリング』に出演していた加納竜について歌った作品。「マイボールやマイシューズを持っているのに司会のクロベェ（黒部幸英）に負けちゃった」「今でも『刑事犬カール』のカールと親交を深めている」といった、いわゆる名指しネタ満載の一曲。間奏での関根の絶叫も聴きどころ。
- 「首の花飾り」（原曲・ザ・タイガース「花の首飾り」）
コサキンの言葉遊びのネタを、リスナーとして知られる漫画家・秋本治が『こち亀』で登場させたことから、そのアンサーソングとして作られたもの。歌詞の内容自体はまったく意味が無い。
- 「ナイトスケベストリート」（原曲・西城秀樹「ブーメランストリート」）
同名のリスナー投稿ネタを元に作られた。原曲も情熱的に激しい曲であったが、ラビー版は公然とイチャイチャするカップルに向けた激しい怒りがいつの間にか「オレもやりて〜よぉ!」と"オケベ心"丸出し[注 48]の一曲に仕上がっている。
- 「林与一は自然食志向」（原曲・なぎらけんいち「いっぽんでもニンジン」）
番組中で話題となった林与一の潔癖症がネタ元となっている。
- 「ビューティフル犯人」（原曲・田中星児「ビューティフル・サンデー」）
サスペンス映画やドラマでの犯人役はすぐに判るということを説明している、関根勤の替え歌の中でも出色の作品とされる替え歌。佐藤慶、中尾彬、石橋蓮司、村井國夫、室田日出男等が登場した後に、「意外な犯人堀内正美」「善人役を見たことない夏八木勲」「異常な犯人成田三樹夫」「東大出身の田口計」「元二枚目今井健二」「偉い犯人は佐分利信」と、ほとんど言いがかりのような紹介で畳み込んでいる。最後は「みんな普段は素敵なオジサマ!」と唯一フォローを入れている。
- 「サウンド・オブ・ウルサイ」（原曲・サイモン&ガーファンクル「サウンド・オブ・サイレンス」）
イントロのギターのアルペジオにあわせて「ピンポンピンポン…」と小さな声でボソボソ歌い始め、二番からは「唇ギター」に変わり、それが次第に激化し、フンガフンガ言って訳が判らなくなり、「あ、ごめんガーファンクル、コード間違えちゃった」と言って疲れ果てて終わるというもの。あまりのうるささに小堺が笑いすぎてぐうの音も出なかった珍曲。
- 「アッ・ブラッ! ブラッ! ブラッ!」(原曲・米米CLUB「ア・ブラ・カダ・ブラ」)
全編にわたって「ぶーーーーっ!!」、「トーケー!!」、「イーバリバリバリバリバリ」、「ウンポコー! ウンポコー!」と奇声を上げ続け、最後に松岡憲治の物まねで「よろしゅうお頼み申し上げますーっ!!」と絶叫して終わる。最早、原曲が跡形も無くなっており、替え歌ですら無い。余りのひどさにスタジオに居合わせた全員が「ひーっでぇーっ!!」と絶叫した怪作である。原曲と共通する部分は冒頭の「ア・ブラ」の部分だけである。
- 「絶叫は突然に」（原曲・小田和正「ラブ・ストーリーは突然に」）
イントロのフレーズが終わった後、関根が突然ヒステリックに絶叫して唐突に終わるという、替え歌というよりも単に絶叫しているだけの怪作。絶叫の内容は文字に書き起こすことは不可能に近い。
- 「ワインレッドのほくろ」（原曲・安全地帯「ワインレッドの心」）
- 「ら゛ら゛ら゛」（原曲・石井明美「CHA-CHA-CHA」）
- 「ふんころがしのタンゴ」（原曲・チェリッシュ「てんとう虫のサンバ」）
- 「スイカでヘディング、あ〜痛い」（原曲・河合奈保子「スマイル・フォー・ミー」）
- 「腓返りで、シュビビビビン！」（原曲・岩崎宏美「ロマンス」）
- 「2億4千万の名古屋コーチン」（原曲・郷ひろみ「2億4千万の瞳」）
- 「魚市場のかほり」（原曲・布施明「シクラメンのかほり」）
- 「リアスの海岸物語」（原曲・サザンオールスターズ「チャコの海岸物語」）
- 「学生街のボディービルダー」（原曲・ガロ「学生街の喫茶店」）
- 「バンブーダンス」（原曲・アイリーン・キャラ「フラッシュダンス」）
- 「24000の馬場チョップ」（原曲・藤木孝「24000のキッス」）
- 「ツタンカーメン」（原曲・ピンク・レディー「カルメン'77」）
- 「双羽黒はゲルマン魂を見習え」（原曲・西城秀樹「YOUNG MAN (Y.M.C.A.)」）
- 「ウナギじゃないのよドジョウは」（原曲・中森明菜「飾りじゃないのよ涙は」）
- 「軍人将棋のイラツキ」（原曲・久保田早紀「異邦人」）
- 「わたしのカレーはマジェテ食べてね」（原曲・麻丘めぐみ「わたしの彼は左きき」）
- 「涙のサヨナラツーラン」（原曲・ピンク・レディー「渚のシンドバッド」）
- 「夏休みを境に不良少女になったメモリー」（原曲・近藤真彦「ブルージーンズメモリー」）
- 「歯磨きのあとのポンジュースはまずい」（原曲・西城秀樹「ギャランドゥ」）
- 「サトウヒロシさんの悩み」（原曲・ザ・キング・トーンズ「グッド・ナイト・ベイビー」）
- 「気持ち悪いの詩」（原曲・さだまさし「防人の詩」）
- 「日焼けヒリヒリ」（原曲・笠置シヅ子「東京ブギウギ」）
- 「味噌」（原曲・中条きよし「うそ」）
- 「悪い炭水化物同士」（原曲・松田聖子「赤いスイートピー」）
- 「加藤嘉の春」（原曲・千昌夫「北国の春」）
- 「いとしのペリー」（原曲・サザンオールスターズ「いとしのエリー」）
- 「森監督は岩顔だった」（原曲・光GENJI「STAR LIGHT」）
- 「Don't Stop Listen 女性リスナー」（原曲・TUBE「シーズン・イン・ザ・サン」）
- 「あまっちゃうナ」（原曲・山本リンダ「こまっちゃうナ」）
- 「沢村栄治」（原曲・舟木一夫「銭形平次」）
- 「ら゛バンバ」（原曲・ロス・ロボス「ラ・バンバ」）
- 「大髪型」（原曲・クリスタルキング「大都会」）
- 「お髭のチャチャチャ」（原曲・童謡「おもちゃのチャチャチャ」）
- 「ヌードと裸と全裸とスッポンポン」（原曲・河島英五「酒と泪と男と女」）
- 「リック・アストリーの歌」（原曲・リック・アストリー「トゥゲザー・フォーエヴァー」）
- 「22才の爆発」（原曲・風「22才の別れ」）
- 「土井ボーイ」（原曲・シニータ「トイ・ボーイ」）
- 「イミテイション・ヘアー」（原曲・山口百恵「イミテイション・ゴールド」）
- 「だいじょうぶマイ・ワンちゃん」（原曲・加藤和彦「だいじょうぶマイ・フレンド」）
- 「ハゲルヤ」（原曲・黛ジュン「恋のハレルヤ」）
- 「見えない」（原曲・安全地帯「月に濡れたふたり」）
- 「英々（ひでひで）」（原曲・童謡「アイアイ」）
- 「おおみどりは姉妹」（原曲・チェコ民謡「おお牧場はみどり」）
- 「帰ってビロビロ」（原曲・松村和子「帰ってこいよ」）
- 「ソウルオリンピック警部」（原曲・ピンク・レディー「ペッパー警部」）
- 「高橋の英ちゃん」（原曲・童謡「山寺の和尚さん」）
- 「川津祐介骨盤体操」（原曲・ポーランド民謡「森へ行きましょう -Szła dzieweczka-」）
- 「カメラマン賛歌」（原曲・唱歌「雪山讃歌」）
- 「さんま・しのぶハイド」（原曲・フランキー・レイン「ロー・ハイド」）
- 「ロックンいつの間にかウィドウ」（原曲・山口百恵「ロックンロール・ウィドウ」）
- 「鍛えてTONIGHT」（原曲・田原俊彦「抱きしめてTONIGHT」）
- 「武道館のマーチ」（原曲・水前寺清子「三百六十五歩のマーチ」）
- 「武道館ブルース」（原曲・高石友也「受験生ブルース」）
- 「夜明けのルー」（原曲・小泉今日子「夜明けのMEW」）
- 「麻雀牌」（原曲・長渕剛「乾杯」）
- 「小島一慶Z」（原曲・水木一郎「マジンガーZ」）

### TP
「コサキンDEワァオ!」になったあたりから、過去に出演したゲストの発言等がサンプリング音源で効果音のように番組中に挿入されることがあった。特に出演者が気に入ったTPはヘビーローテーションされ、「意味ねぇCD大作戦」でも頻繁に活用されていた。
- 「あんた達40になったんでしょう?」「踏んづけてやる!」「どんなタマなの?」（ピーコ）
- 「けっこう、いいタマよ」（おすぎ）
- 「スジですね!」(好きなおでんの具)「何でもねぇんだよ」（宇津井健）
- 「俺もわからんよ」「よく知ってるな〜」「関根さん、最高!」「行こうよ、アメリカへ」「並じゃない」「ギュッ、パーン、トーン」ほか（千葉真一）
- 「おぱいこ」（「クレヨンしんちゃん」）野原ひろし役・藤原啓治）
- 「もっと好きになっちゃった、カズチン」（ともさかりえ）土肥温泉（前述）で小堺が当時の彼女に言われた台詞を、小堺がお気に入りだった、ともさかに言わせたもの。
- 「パパぁ〜、パンプキンプリン食べる?」（優香）
- 「関根さん、がんばって!」「関根さん、ちゃんとしなさい」「Mailbox」（リサ・ステッグマイヤー）
- 「感度で勝負です」（坂下千里子）
- 「下がってよろしい」（菊川怜）
- 「クリンチ、ぎゅっ」「男ってバカね」（川村ひかる）
- 「関根さん、注意されてばっかりですよ」（山口もえ）
- 「バーカ、三日くらい寝てろ」「吐け、さあ吐け」「マントヒヒ」（小池栄子）
- 「ダメですね」「ダーメッ」（MEGUMI）
- 「たまごっ」「こんちゃん」「モテチン」「ポッチャリマッチョ発見しました」（堀越のり）
- 「（津川雅彦で）どうしてわかった」（コージー冨田）
- 「めっちゃ、きれい」（三倉茉奈・佳奈）（おすぎ・ピーコ）
- 「スケベ!」（松下由樹）
- 「調子に乗ってました」（石田純一）
- 「何だね、またかね」「ん?」（北村総一朗）
- 「アタックチャンス!!」（児玉清）
- 「いいや、本当いい番組だわ」（稲川淳二）
- 「いいねぇ」「これ最高じゃない」「タスケテ〜!!」（梅津栄）
- 「この野郎、吐けこの野郎、とぼけやがって」（あき竹城）
- 「チビリコマンボ」（ピーター）
- 「え?」「鹿の目ブラック」（なぎら健壱）
- 「（CD大作戦の無意味さに対し）これ毎週やってるの?!」「ヤな番組だな」（中尾彬）
- 「あと、ごはんですよ」「しらすの干からびたの何でしたっけ」「ワレワレハ、地底人ダ」「カツラをかぶってないから」「パクッ」ほか（小林綾子）
- 「あら、（あら、あらどうしちゃったの）」「いやだ、もうちょっと、イヤーン」（IKKO）
- 「見ちゃうよ」「逃げたら承知しねーぞ」（木村大作）
- 「アイヤー」「フダァッ!!」「ここにヒゲがはえてます」「（ブスッ）アーッ!!」（さかなクン）
- 「いや、あーでもー、あー、今ーでも、うわっ」「いや、もー、あのー、そうですね、エヘッ」「ヌクだよ」（温水洋一）
- 「うん、ちょっと違いますねぇ」「ちょっとぉ〜、違うんじゃないですか?」「これ、あれですか?何だって言うんですか?」（和田昭治）

## テレビ番組
1993年10月から半年間、TBS系列全国ネット『ザッツ!』枠で、コサキンの企画をそのままテレビ番組にアレンジした『コサキンルーの怒んないで聞いて!!』が放送された。司会は小堺・関根、ルー大柴が務めた。構成作家にはコサキン担当の4人のほか、君塚良一も迎えている。
TBSラジオでのコサキン番組終了後、1年の空白を経て、2010年4月からテレビ朝日が製作して同局系列の衛星放送であるBS朝日で放送されるテレビ番組『コサキンDEラ゛ジオ゛!』が開始された（2013年4月まで）。小堺と関根のみが出演（ゲストを迎える場合有り）、横に控える舘川（構成）・鶴間・有川（共にブレーン）が資料提供や笑い声で参加、ラジオスタジオ風のセットに2人が対座してフリートークやナンセンスギャグ系の企画コーナーを進める構成など、同番組はテレビながらもラジオ時代の「コサキン」番組を色濃く継承した方法で製作されていた。
2014年10月から2015年9月までは、BSフジにて『コサキン道中 ぶらっぶらっぶらっ!』が放送された。旅番組の体裁を採ったバラエティ番組であるが、番組の流れとは関係なく、ラジオでのコサキン同様の即興コントのようなやり取りがしばしば繰り広げられていた。タイトルの「ぶらっぶらっぶらっ!」は、コサキンのコントに登場する意味のない擬音「ブラッブラッブラッ」に、「ぶらぶら歩く」という意味をかけていた。
2016年10月から2018年1月までは、MONDO TVにて『コサキンのラジオごっこ』が放送された。『コサキンDEラ゛ジオ゛!』と同様のラジオ収録風の番組スタイルで、投稿を含めた写真ネタを中心にしてトークを繰り広げた。
番組内容の詳細はそれぞれの当該記事を参照のこと。

## 番組関連の公開イベント
- コサラビファンの集い（1982年12月5日収録、9日放送） - TBSホール。ゲスト・斉藤清六、中森明菜。
  - 番組初の公開イベント。番組開始から1年が経過しリスナーも増えてきたことで「リスナーの集いをやろう」という機運が高まり、初代プロデューサーである北山幹雄の「リスナーから500通の投書を集めろ」という指令を達成したため開催が決定した[注 55]。北山の「コサキンだけだとイベントが寂しいだろう」という気遣いから、中森がゲストに招かれた[12]。
  - この後、1983年11月13日と1985年2月24日には「欽グルスファンの集い」、1985年7月7日には「コサキン七夕の集い」が開催された。
- 高尾山ハイキング大会（1984年4月1日収録） - 高尾山。
  - 前日の放送の最後でいきなり告知され、しかも当日がエイプリルフールであるため、リスナーが集まるのか、それ以前に本当に開催されるのかが懸念されたが、実際には約100人のリスナーが集まった。
- ウニ展（1984年4月28日収録） - TBSホール。
  - 番組内で「ウニブーム」が起こっていたころに開催。ウニをテーマにした工作の展示が行われた。
- ハニワだヨ!全員集合（1984年8月3日収録） - 富士急ハイランド。
  - 番組内で「ハニワブーム」が起こっていたころに開催されたバスツアー。ハニワをテーマにした工作の展示会や、リスナーによるハニワの仮装で盛り上がる企画であったが、一般の来園客に怪訝な目で見られる結果となってしまった。
  - 1984年11月18日には、TBSホールで「ハニワ展」が開催された。
- コサキンスポーツフェア
  - 第1回は1985年8月29日開催の野球大会。小堺チームと関根チームの対戦で、スポーツには無知なはずの小堺チームが勝利した。
  - 第2回は1987年8月8日開催のバスケットボール大会。女性リスナー限定のイベントであった。会場は関根の母校である東京都立八潮高等学校の体育館。
  - 第3回は1988年8月30日開催の卓球大会。芸能界の卓球の実力者として知られる林家こん平をゲストに迎えて行われた。
- コサキン無理矢理inPIT（1988年4月7日収録、13日放送） - 汐留PIT。ゲスト・森川由加里、佐野量子。
  - PIT(Pia Information Theater)は、ぴあが国鉄汐留貨物駅跡地へ期間限定で開設したライブホール。番組初の大規模イベントとなったが、"歩留まり"（招待入場券発券数に対する実来場者数の割合）を大幅に低く予想して入場券を出したため、入場券を所持しているにもかかわらず入場できないリスナーが多く発生。その救済のため急遽、次の公開生放送を実施することとなった。
- コサキン無理矢理生放送（1988年5月4日放送） - TBSホール。番組初の公開生放送。
  - コサキン無理矢理inPITでの不手際に対するお詫びとして実施された。このイベントでは浅井企画の浅井良二社長が出演し、「次は武道館で、もっとしっかりとしたイベントをやろう」と発言した。浅井は番組内でせっかちな人物として知られており[注 56][13]、この発言も同様の気の早いコメントと思われたが、2ヵ月後には本当に武道館イベントが開催されることが決定した。
- コサキン無理矢理IN武道館（1988年12月21日収録、28日放送） - 日本武道館。ゲスト・沢口靖子、海老一染之助・染太郎、佐野量子。
  - コサキン史上最大規模のイベント。1万3千人ものリスナーが武道館に集まり、意味ねー空間を共有した。内容はコサキンのコントや関根の意味ねー替え歌ライブなど、普段の放送と違ったお祭りの様相を呈していた。構成作家陣「アタック隊」も前説で一芸を披露しており、特に楠野の披露したフリーダンスはヘビーリスナーの語り草になっていた。開会宣言を務めた浅井社長曰く「私のタレントの育て方は間違っていなかったんだと自覚しました」[注 57]。
  - この当時、TBSラジオは年末に2日連続で武道館イベントを開催することが恒例となっており、この年は2日目の内容が決まっていなかった。当時のディレクターである門脇覚は、前述のPITイベントで5千人ほどのリスナーを動員した実績から、勝負をかけるつもりでコサキンの武道館イベントを行うことを引き受けた[14]。
  - 武道館イベント実現のために、大塚製薬が当時の番組スポンサーにつき、当イベントにも後援スポンサーとして協賛した。
- コサキン年忘れカーニバル（1991年12月28日放送） - TBSホール。
  - リスナー発案企画として有川周一が欽ちゃんの第35回全日本仮装大賞の予選に挑戦し合格したため、本番への出陣式と直前リハーサルを兼ねて実施された公開録音。詳細は有川の項目を参照のこと。
- コサキンを捜せ!inとしまえん（1992年3月8日収録、14日放送） - としまえん。ゲスト・ルー大柴、ラッキィ池田、ウド鈴木。
  - コサキン10周年と番組本『ひとみと悦子』発売記念を兼ねたイベント。宝探しゲームのように、園内に設置された謎を順番に解いていくと最終的にコサキンに会える仕組みだったが、ほぼ全員がゴール出来てしまいパニックに。ウドの初登場回でもあったが、迷子になってしまい園内放送で呼び出された上、この放送に対して「これはジャンピングチャンスか」と反応するなど、天然ぶりを余すところなく見せつけるデビューとなった。「GoGo遊園地ツアー」も同時開催。
- 第1回ミスコサキンコンテスト（1992年5月31日収録、6月6日放送） - TBSホール。ゲスト・マルシア、水木一郎、志茂田景樹。
- 第2回ミスコサキンコンテスト（1994年7月11日収録、16日放送） - TBSホール。ゲスト・冠二郎、宮沢千絵。
  - ミスコサキンおよび準ミスの受賞者は、その後、番組のアシスタントとして出演した[注 58]。第1回の受賞者には「コスモス」、第2回の受賞者には「アンドーナツ」というユニット名がリスナーより命名された。第1回の準ミスであったかわのえりこは、番組卒業後にローバー美々として深夜番組『ロバの耳そうじ』などに出演していた。
- コサキン1000回記念スペシャル（1996年9月23日収録、26日放送） - TBSホール。ゲスト・水木一郎、冠二郎、西村知美、ルー大柴、福島弓子。
- コサキンビデオ『マントヒヒ』発売決定記念公開イベント（1998年9月23日放送） - TBS第1スタジオ。ゲスト・木村郁美（Aコース）、近藤千裕、金子君（電話での登場）（Bコース）。
  - 翌年のイベント（下述）が販売1万本達成記念であるのに対してこれは発売決定を記念したもの。午前1時台（Aコース）と2時台（Bコース）の二本立てで観客を入れ替えて収録、放送された。このイベントの前説をつとめたのはヘーシンク（ずんのやすが前に組んでいたお笑いコンビ）である。
- コサキンビデオ一万本突破大感謝祭「マントヒヒDEワァオ!」（1999年4月3日収録、7日放送） - 九段会館。ゲスト・島津ゆたか、青木静香、高乃麗、NITRO（優香、吉井怜、堀越のり、唐沢美帆）、木村郁美。
- コサキン大感謝イベント20周年DEワァオ!（2001年11月18日収録、21日放送） - 渋谷公会堂。ゲスト・水木一郎、冠二郎、佐々木功、川村ひかる、坂下千里子、コージー冨田、西田たか子、飯尾和樹。
- LIVE954 ラジオチルドレン、深夜の逆襲!（2002年3月3日収録） - 横浜アリーナ。TBSラジオ夜間番組の共同イベント。
- さよならTBSホールスペシャルJunk真夜中のカレーパンDEワァオ!（2003年3月18日収録、19日放送） - TBSホール。ゴスペラーズの同じJunkの番組「ゴスペラーズ 真夜中のコーラス」と連動。ゲスト・井上和香。
- 放送25周年コサキンEXPO・六本木ヒルズDEワァオ!（2006年10月6日 - 15日） - 六本木ヒルズ森タワー52階展望台「東京シティビュー」内特設スペース。
  - このうち10月6日には公開録音、放送25周年の記者会見が行われた（司会：ルー大柴、関根麻里）。ゲスト・水木一郎、黒沢薫（ゴスペラーズ）、秋本治。このイベントに関しては、TBSテレビの王様のブランチの中でも紹介された。
- 放送終了記念イベント「さよならコサキン・ふれあい会」（2009年3月22日収録） - 赤坂サカス。
- ナイツ×コサキン ちゃきちゃきDEワァオ!（2020年2月10日） - パシフィコ横浜。進行役・出水麻衣。
  - イベント「RADIO EXPO 〜TBSラジオ万博2020〜」のステージイベントとして、ナイツのラジオ番組『土曜ワイドラジオTOKYO ナイツのちゃきちゃき大放送』とのコラボレーション企画に出演。
- コサキン40周年DEワァオ!（2022年12月4日） - 有楽町よみうりホール。
  - 昼夜2公演で開催。会場観覧のほか音声のみのオンライン配信を実施した[15][16]。
- コサキンDEワァオ!～ピーチ・スペシャル～（2024年3月3日） - 有楽町朝日ホール。
  - 昼夜2公演で開催。会場観覧のほか音声のみのオンライン配信を実施した[17]。
- コサキンスペシャル!節分DEワァオ!（2025年2月2日） - 有楽町よみうりホール。
  - 昼夜2公演で開催。会場観覧のほかストリーミング配信を実施した[18]。

※上記以外にも、小規模なイベント（主に番組本の発売時の記念イベント）が多数実施された。

## レギュラー放送終了後の特別番組
これまで、7度にわたって復活特番が放送されている。レギュラー時代からメンバーに変更はないものの、有川は参加していない。
- 令和に復活♡ぼくたち『コサキンDEワァオ!』です、ワァオ!

2020年1月3日 23:00-24:00
事前にリスナーから投稿を募集、「コサキン情報局」「意味ねぇCD大作戦」「おハガキ列島(意味ねぇキャッチフレーズ)」のコーナーを実施。
また、放送当日は小堺が誕生日を迎えたことから、長嶋茂雄、八村塁、大坂なおみ、ウド鈴木(キャイ〜ン)、関根の2番目の孫らからお祝いの電話をもらった。
- 令和に復活♡ コサキンDEワァオ!です、ワァオ!!

2020年5月24日 20:00-20:55
TBSラジオ『ラジオワールド』枠にて放送。前回と同様の3コーナーを行った。この回の番組スポンサーにライオンが入っており、終盤には小堺による生CMが放送された。
- 令和に復活!コサキンDEワァオ!です、40周年です!ワァオ

2021年1月3日 15:00-17:00
「水曜JUNK」以来、16年4ヶ月ぶりとなる2時間枠での放送となった。コーナーは「コサキン情報局」「意味ねぇ写真ネタ」「コサキンコント劇場」「意味ねぇCD大作戦」「意味ねぇ2021年の野望」「おハガキ列島(意味ねぇキャッチフレーズ)」を行った。「コント劇場」と「意味ねぇCD大作戦」には飯尾和樹、「グラビア＆女子アナブレイク予想」には女人評論家・フォーチュンがそれぞれゲスト出演した。そのほか、かつて番組に出演していたイワイガワ、キャイ〜ン 、しゅくはじめ(元・Rまにあ)、関根麻里から40周年のお祝いメッセージが寄せられた。
- お正月特番 令和に復活!コサキンDEワァオ!です、ワァオ!

2022年1月3日 22:00-23:00
コーナーは「コサキン情報局」「意味ねぇ2022年はこうなる」「意味ねぇCD大作戦」「おハガキ列島(意味ねぇキャッチフレーズ)」を行った。また、コサキンが2021年11月24日放送分にて出演した『あちこちオードリー』(テレビ東京)のMCで、コサキンリスナーでもあった若林正恭(オードリー)からメッセージが寄せられた。
- 令和に復活!コサキンDEワァオ!です、ワァオ!

2022年9月4日 20:00-20:55
TBSラジオ『ラジオワールド』枠で生放送。コーナーは「コサキン情報局」「意味ねぇCD大作戦」「おハガキ列島(意味ねぇキャッチフレーズ)」を行った。
放送開始30分前からは、TBSラジオの公式YouTubeチャンネルでコサキンによる生配信（音声のみ）を行った。
- コサキンDEワァオ!

2024年1月8日 1:00-2:30
ラジオでのレギュラー番組終了以来、約15年ぶりとなる深夜帯での放送。コーナーは「コサキン情報局」「初笑い写真ネタ」「年の初めに聴きたいコサキンソング」「意味ねぇCD大作戦」「コサキンコント劇場」「リスナーのお仕事紹介」「おハガキ列島(意味ねぇ2024年の目標)」を行った。
- コサキンDEワァオ!

2024年12月16日 1:30-3:00
コーナーは「コサキン情報局」「意味ねぇCD大作戦」「コサキンコント劇場」「コサキンソングメドレー」「おハガキ列島(意味ねぇ今年の重大ニュース)」を行った。

## 関連商品

### 番組発行の書籍
番組から発行している書籍は、「コサキン本（ - ぼん）」とも呼ばれる。
- コサキン小堺一機、関根勤のら゛（三才ブックス、ISBN 4-915540-01-4、1987年）

番組本第1号。タイトルは、当時の番組内で使われていた挨拶の絶叫で、発音は「ら」と「ろ」を同時発声したものに近い。『スーパーギャング』前期の投稿作品を中心に構成され、写真ネタも豊富にある。「内容はともかく、売り上げでは（当時話題だった）『ノルウェイの森』に並んだ」と評判になった。ブックカバーをめくると、浅井企画社長・浅井良二の塗り絵があり、塗り絵の優秀作を展示したイベントも行われた。
- コサキンのタクシーの運転手と客の会話 呂゛（日音、ISBN 4-543-02513-X、1988年）

タイトルは当時の読売ジャイアンツに所属していた呂明賜に由来。「絶叫」コーナーのうち、「タクシーの運転手と客の会話」に特化し、見開きの右ページに会話ネタ、左ページには意味ねぇ投稿イラストが掲載された。また、ブックカバーが水色・黄色・緑の3パターン用意され、後にリスナーへのプレゼント用のプレミアとして黄金版も作成された。
- コサキンの意味ね〜ベスト3 おぴょ(1)（日音、ISBN 4-543-02516-4、1988年）
- コサキンの意味ね〜ベスト3 おぴょ(2)（日音、ISBN 4-543-02517-2、1988年）

タイトルは番組内で多用された擬音のひとつで、特に意味は無い。呂゛と同じく右ページにネタ、左ページにイラストという構成。ネタ内容は「意味ねーベスト3」に特化しており、(1)と(2)は内容が異なる。(2)の別名は「おぴょぴょ」。(2)には、関根がテリー・ジョーンズ監督の映画『エリック・ザ・バイキング/バルハラへの航海』に出演した際の、マルタ島の滞在・撮影日記も掲載。
- コサキン漫画 ヤギ（日音、ISBN 4-543-02525-3、1989年）

タイトルは、リスナー発言から番組でヤギブームが起こったことに由来。リスナーから募集した「意味ねー4コマ漫画」で構成。長編漫画も2作掲載されている。ページ脇には、リスナーからの意味ねー俳句を紹介。リスナーによりこの本のカバーのヤギは「おひょいJr.」、ハトは「ヘビ肌ヌラ夫」と命名された。
- コサキン漫画 ヤギGOLD（日音、ISBN 4-543-02539-3、1990年）

「ヤギ」の成功により製作された続編。タイトル通り、カバーは金色になっている。巻末には「ルー大柴のパックインミュージック」で披露されたポエムや、「ラッキィ池田の誌上2時2時ダンス」も掲載。
- コサキンのひとみと悦子〜BURN THE BRIDGE BEHIND YOU〜（シンコーミュージック、ISBN 4-401-61361-9、1992年）

「ひとみと悦子」は小堺、関根の両夫人の名前から、「BURN〜」は映画プロデューサーのマックス桐島が番組に寄せた言葉（アメリカの諺で「背水の陣」に相当する）に由来。『コサキン快傑アドレナリン』時代の投稿作品を中心に構成。放送10周年記念本の意味合いもあり、「ら゛」の年表を大幅に加筆し番組の歴史をまとめたコサキン年表を掲載。ブックカバーを外した隠しネタは、当時話題になった宮沢りえのヌード写真集を意識した関根の全裸写真「ヨンタフェ」。
- コサキンの一機と勤（シンコーミュージック、ISBN 4-401-61417-8、1993年）

従来のネタ中心の構成とは違い、小堺・関根の秘蔵写真、インタビュー、対談で構成。コサキン本唯一のハードカバー仕様。
- コサキン用語辞典 アハァ〜ンとスナッキーと悶え（興陽館、ISBN 4-906113-98-2、1993年）

タイトルはコサキンソングの代表的なフレーズをまとめたもので、鶴間の「リスナーが予約する際、店員に言いづらいタイトルにしたかった」という意図から。「コサキン用語辞典」の作品を中心に構成。巻末には、関根が高校時代に書いた作文「クレオパトラと彼女をとりまく英雄たち」を掲載。
- 酔（すいむ）夢（興陽館、ISBN 4-87723-112-9、1994年）

当時、有川の父が経営していたスナック「酔夢」が、あまりにダサいネーミングということで、リスナーからダサい名前のスナックの看板写真「ダサスナ写真」を募集し、まとめたもの。スナックに限らず様々な業種の珍店名の写真が寄せられ、雑誌「宝島」の名物コーナー「VOW」のコサキン版という趣の企画であった。「コサキン人名辞典」も掲載。
- コサキン★コント集 右（興陽館、ISBN 4-87723-113-7、1995年）
- コサキン★コント集 左（興陽館、ISBN 4-87723-114-5、1995年）

「コサキンコント劇場」で放送されたコントの台本を掲載。「右」と「左」は収録作品が異なる。通常は「上・下」と分冊されるところを、わざと「左・右」にしてある。
- コサキン新語辞典 ポヨヨ〜ン（興陽館、ISBN 4-87723-121-8、1997年）

タイトルは、コサキンの初代ディレクター・杉浦利重が、コサキンに寄せたメッセージで「ポヨヨ〜ン」と連発していたことから。「コサキン新語辞典」の作品を中心に構成。写真の違う3パターンのカバーが用意された。この本から、番組リスナー100%編集協力による、コサキン年表が掲載されるようになった。
- コサキンことわざ辞典 モレッ（興陽館、ISBN 4-87723-129-3、1999年）

タイトルは、コサキンのコント内で多用された何かが漏れるときの擬音。「コサキンことわざ辞典」の作品を中心に構成。
- コサキン本タイトル集 クスノ（興陽館、ISBN 4-87723-130-7、2000年）

本のタイトル案（という名目の何でもありのネタ）を集めただけの本として発行。副題は、コサキンの放送作家の楠野一郎が、当時既に番組を離れていたにもかかわらず、かなりネタに使われていたことに由来。楠野ネタだけで1コーナー設けられている。そして、最後の1ページだけ有川、剛州、村上ショージの集合写真のタイトルをつけるというネタだけが掲載された。
- 新・コサキン★コント集 ( )カッコ（興陽館、ISBN 4-87723-134-X、2000年）

タイトルは、カッコ内に好きなタイトルをつけてくれ、ということから。「コサキンコント劇場」で放送されたコントの台本を掲載。
- 続・コサキン★コント集 「 」かぎカッコ （興陽館、ISBN 4-87723-135-8、2001年）

( )カッコの続編。
- コサキンの4548（興陽館書店、ISBN 4-87723-136-6、2001年）

タイトルは小堺と関根の当時の年齢をつなげたもの（次の4649も同様）。番組20周年記念の意味もあり、表紙は金色、300ページ以上のボリュームを誇る。「おハガキ列島」の作品を中心に掲載。
- コサキンのシュポ本（ぽん） 4649（興陽館、ISBN 4-87723-138-2、2002年）

タイトルのシュポ本は、番組で多用していた瓶のフタが抜ける時の「シュポン」という効果音と「本」を掛けたもの。「おハガキ列島」の作品を中心に掲載。
- コサキンの中2の放課後 2人合わせて100才（興陽館、ISBN 4-87723-146-3、2005年）

タイトルは、コサキン特有の「中学生トーク」から。「おハガキ列島」の作品を中心に掲載。

#### 番組外で発行された書籍
- 小堺一機関根勤の社会学 ベターチョイス・ライフのすすめ（CBSソニー出版、ISBN 4-7897-0198-0、1985年）

小堺、関根の名前は出ているが、山中伊知郎との共著で、コサキンの番組本ではない。コサキンのコントやショートギャグ、小堺と関根のそれぞれの長編作品を収録。
- 関根勤・ルー大柴 100歳の挑戦（飯塚書店、ISBN 4-7522-6003-4、2004年）

山中伊知郎の著書。
- コサキンというラジオ（興陽館、ISBN 4-8772-3303-2、2022年）

TBSラジオ編、鶴間政行著。コサキンの放送開始からの40年を振り返り、当時の裏話や、有川、舘川、楠野へのインタビュー、鶴間と秋本治、神田伯山の対談、1988年のイベント「コサキン無理矢理IN武道館」の台本などを収録。

### その他の商品
- 放送1000回記念CD-ROM コサキンスペシャル（興陽館、ISBN 4-87723-117-X、1996年）
- コサキンパンチ!（興陽館、ISBN 4-87723-124-2、1997年）
- コサキンVIDEO マントヒヒ（興陽館、ISBN RV-004、1998年）

タイトルは、番組で発覚した小堺の笑いのツボから。少年時代の小堺が見たTV番組でのマントヒヒの映像、およびそのときのナレーションが小堺の笑いのツボに入ったという。一時期は関根やリスナーに声色を変えて「マントヒヒ!」と絶叫されると、小堺が笑い転げて番組の進行が止まってしまう、ということがあった。
- コサキンVIDEO シュポッ!（興陽館、2002年）

タイトルは瓶の栓を抜く音から。初出は1995年放送の、リスナーが様々な効果音のものまねを披露する企画「コサキンSEナンバー1」のお題としてであるが、その後もSEに様々な含みを持たせてCD大作戦などに多用された。
- コサキンVIDEO 枝付き干しブドウ（興陽館、2002年）

タイトルは、ゲスト出演した千葉真一が、枝付き干しブドウについてパワーの源である旨を熱く語っていたことから。
- 放送20周年記念CD-ROM コサキン全集パッ本（興陽館、ISBN 4-87723-140-4、2002年）

発売当時、既に絶版になっていた「ら゛」から「一機と勤」までの番組本をまとめたもの。
- コサキンDVDシリーズ1 コサキン仮面（興陽館、ISBN 4-87723-143-9、2004年）

1986年に撮影・上映会が行われた、リスナー参加映像作品の復刻版。ヒーロー物を意識しているが、内容はコサキンらしく支離滅裂なギャグに終始している。「浅井企画ニセ社長」こと川岸咨鴻や、リスナー時代の楠野一郎も参加している。
- コサキンDVDシリーズ2 有川くんの絶叫 〜GO!GO!遊園地ツアー〜（興陽館、ISBN 4-87723-144-7、2004年）

ゲスト:仲根かすみ、さかなクン
- CD コサキンコント劇場（1）服と犬（興陽館、ISBN 978-4-87723-151-4 2007年）

コサキンコント劇場のCDのサブタイトルは、すべて前半が小堺、後半が関根を連想させる言葉となっている。
- CD コサキンコント劇場（2）長男と末っ子（興陽館、ISBN 978-4-87723-155-2 2007年）
- CD コサキンコント劇場（3）代々木上原〜南砂町（興陽館、ISBN 978-4-87723-164-4 2009年）
- CD コサキンコント劇場（4）太ももと昆虫（興陽館、ISBN 978-4-87723-166-8 2009年）
- CD コサキンコント劇場（5）肉とカレー（興陽館、ISBN 978-4-87723-167-5 2009年）
- CD コサキンコント劇場（6）自転車とゴルフ（興陽館、ISBN 978-4-87723-171-2 2010年）
- CD コサキンコント劇場（7）恋の先輩と雨男　（興陽館、ISBN 978-4-87723-175-0 2011年）